# 대한민국 제12대 국회
제12대 대한민국 국회는 1985년 5월 13일에 개원하였다.

## 원구성

### 의장·부의장
|            | 1985년 5월 13일 ~ 1987년 5월 12일 | 1985년 5월 13일 ~ 1987년 5월 12일 | 1987년 5월 13일 ~ 1988년 5월 29일 | 1987년 5월 13일 ~ 1988년 5월 29일 |
| 국회의장   | 이재형                            | 이재형                            | 이재형                            | 이재형                            |
| 국회부의장 | 최영철                            | 김녹영                            | 장성만                            | 공석                              |

### 정당별 구성
| 교섭단체명   | 정당명     | 1985년 총선 당시 | 1985년 총선 당시 | 1985년 총선 당시 | 1988년 총선 당시 | 1988년 총선 당시 | 1988년 총선 당시 |
| 교섭단체명   | 정당명     | 지역구           | 전국구           | 합계             | 지역구           | 전국구           | 합계             |
| ------------ | ---------- | ---------------- | ---------------- | ---------------- | ---------------- | ---------------- | ---------------- |
| 민주정의당   | 민주정의당 | 87석             | 61석             | 148석            | 97석             | 63석             | 160석            |
| 통일민주당   | 통일민주당 |                  |                  |                  | 41석             | 9석              | 50석             |
| 평화민주당   | 평화민주당 |                  |                  |                  | 17석             | 5석              | 22석             |
| 신한민주당   | 신한민주당 | 50석             | 17석             | 67석             | 교섭단체 해산    | 교섭단체 해산    | 교섭단체 해산    |
| 민주한국당   | 민주한국당 | 26석             | 9석              | 35석             | 교섭단체 해산    | 교섭단체 해산    | 교섭단체 해산    |
| 한국국민당   | 한국국민당 | 15석             | 5석              | 20석             | 교섭단체 해산    | 교섭단체 해산    | 교섭단체 해산    |
| 비교섭단체   |            |                  |                  |                  |                  |                  |                  |
| 신민주공화당 |            |                  |                  | 6석              | 3석              | 9석              |                  |
| 신한민주당   | (50석)     | (17석)           | (67석)           | 1석              | 2석              | 3석              |                  |
| 민주한국당   | (26석)     | (9석)            | (35석)           | 2석              |                  | 2석              |                  |
| 한국국민당   | (15석)     | (5석)            | (20석)           | 1석              |                  | 1석              |                  |
| 신정사회당   | 1석        |                  | 1석              |                  |                  |                  |                  |
| 신민주당     | 1석        |                  | 1석              |                  |                  |                  |                  |
| 무소속       | 4석        |                  | 4석              | 13석             | 10석             | 23석             |                  |
| 계           | 계         | 184석            | 92석             | 276석            | 178석            | 92석             | 270석            |

### 상임위원회
| 위원회         | 이름          | 소속정당   |
| -------------- | ------------- | ---------- |
| 국회운영위원회 | 이종찬 (보선) | 민주정의당 |
| 국회운영위원회 | 이세기        | 민주정의당 |
| 국회운영위원회 | 이한동        | 민주정의당 |
| 법제사법위원회 | 류상호        | 민주정의당 |
| 외무위원회     | 봉두완        | 민주정의당 |
| 내무위원회     | 권정달        | 민주정의당 |
| 재무위원회     | 김용태        | 민주정의당 |
| 경제과학위원회 | 오한구        | 민주정의당 |
| 국방위원회     | 천영성        | 민주정의당 |
| 문교공보위원회 | 박권흠        | 민주정의당 |
| 농수산위원회   | 김식          | 민주정의당 |
| 상공위원회     | 윤국노        | 민주정의당 |
| 보건사회위원회 | 이찬혁        | 민주정의당 |
| 교통체신위원회 | 양창식        | 민주정의당 |
| 건설위원회     | 박익주        | 민주정의당 |

| 위원회         | 이름          | 소속정당   |
| -------------- | ------------- | ---------- |
| 국회운영위원회 | 이한동 (보선) | 민주정의당 |
| 국회운영위원회 | 이대순        | 민주정의당 |
| 법제사법위원회 | 나석호        | 민주정의당 |
| 외무위원회     | 김현욱        | 민주정의당 |
| 내무위원회     | 전병우        | 민주정의당 |
| 재무위원회     | 신상식        | 민주정의당 |
| 경제과학위원회 | 염길정        | 민주정의당 |
| 국방위원회     | 천영성        | 민주정의당 |
| 문교공보위원회 | 이영일        | 민주정의당 |
| 농수산위원회   | 안병규        | 민주정의당 |
| 상공위원회     | 정동성        | 민주정의당 |
| 보건사회위원회 | 박준병        | 민주정의당 |
| 교통체신위원회 | 김상구        | 민주정의당 |
| 건설위원회     | 권영우        | 민주정의당 |

## 의석 변동
| 날짜             | 이름                                      | 소속정당                | 선거구                                  | 사유                                                                                             | 정당별 증감             | 의석 수 |
| ---------------- | ----------------------------------------- | ----------------------- | --------------------------------------- | ------------------------------------------------------------------------------------------------ | ----------------------- | --- |
| 1985년 2월 18일  | 김현규                                    | 무소속 → 신한민주당     | 경북 구미시·군위군·선산군·칠곡군        | 입당                                                                                             | ±1                      | 민주정의당 148석 신한민주당 68석 민주한국당 35석 한국국민당 20석 신정사회당 1석 신민주당 1석 무소속 3석                     |
| 1985년 3월 5일   | 유갑종                                    | 신민주당 → 신한민주당   | 전북 정주시·정읍군·고창군               | 당적변경                                                                                         | ±1                      | 민주정의당 148석 신한민주당 69석 민주한국당 35석 한국국민당 20석 신정사회당 1석 무소속 3석                                  |
| 1985년 3월 22일  | 김봉호                                    | 신정사회당 → 신한민주당 | 전남 해남군·진도군                      | 당적변경                                                                                         | ±1                      | 민주정의당 148석 신한민주당 70석 민주한국당 35석 한국국민당 20석 무소속 3석                                                 |
| 1985년 3월 25일  | 김득수                                    | 한국국민당 → 신한민주당 | 전북 이리시·익산군                      | 당적변경                                                                                         | ±1                      | 민주정의당 148석 신한민주당 71석 민주한국당 35석 한국국민당 19석 무소속 3석                                                 |
| 1985년 4월 3일   | 이건일                                    | 민주한국당 → 신한민주당 | 부산 동래구                             | 당적변경                                                                                         | ±15                     | 민주정의당 148석 신한민주당 86석 민주한국당 19석 한국국민당 19석 무소속 4석                                                 |
| 1985년 4월 3일   | 목요상                                    | 민주한국당 → 신한민주당 | 대구 동구·북구                          | 당적변경                                                                                         | ±15                     | 민주정의당 148석 신한민주당 86석 민주한국당 19석 한국국민당 19석 무소속 4석                                                 |
| 1985년 4월 3일   | 조종익                                    | 민주한국당 → 신한민주당 | 경기 여주군·이천군·용인군               | 당적변경                                                                                         | ±15                     | 민주정의당 148석 신한민주당 86석 민주한국당 19석 한국국민당 19석 무소속 4석                                                 |
| 1985년 4월 3일   | 이영준                                    | 민주한국당 → 신한민주당 | 경기 파주군·고양군                      | 당적변경                                                                                         | ±15                     | 민주정의당 148석 신한민주당 86석 민주한국당 19석 한국국민당 19석 무소속 4석                                                 |
| 1985년 4월 3일   | 허경구                                    | 민주한국당 → 신한민주당 | 강원 속초시·양구군·인제군·고성군        | 당적변경                                                                                         | ±15                     | 민주정의당 148석 신한민주당 86석 민주한국당 19석 한국국민당 19석 무소속 4석                                                 |
| 1985년 4월 3일   | 정재원                                    | 민주한국당 → 신한민주당 | 충남 천안시·천원군·아산군               | 당적변경                                                                                         | ±15                     | 민주정의당 148석 신한민주당 86석 민주한국당 19석 한국국민당 19석 무소속 4석                                                 |
| 1985년 4월 3일   | 유한열                                    | 민주한국당 → 신한민주당 | 충남 금산군·대덕군·연기군               | 당적변경                                                                                         | ±15                     | 민주정의당 148석 신한민주당 86석 민주한국당 19석 한국국민당 19석 무소속 4석                                                 |
| 1985년 4월 3일   | 이재근                                    | 민주한국당 → 신한민주당 | 전남 금성시·광산군·나주군               | 당적변경                                                                                         | ±15                     | 민주정의당 148석 신한민주당 86석 민주한국당 19석 한국국민당 19석 무소속 4석                                                 |
| 1985년 4월 3일   | 유준상                                    | 민주한국당 → 신한민주당 | 전남 고흥군·보성군                      | 당적변경                                                                                         | ±15                     | 민주정의당 148석 신한민주당 86석 민주한국당 19석 한국국민당 19석 무소속 4석                                                 |
| 1985년 4월 3일   | 서종열                                    | 민주한국당 → 신한민주당 | 경북 포항시·영일군·울릉군               | 당적변경                                                                                         | ±15                     | 민주정의당 148석 신한민주당 86석 민주한국당 19석 한국국민당 19석 무소속 4석                                                 |
| 1985년 4월 3일   | 황병우                                    | 민주한국당 → 신한민주당 | 경북 영덕군·청송군·울진군               | 당적변경                                                                                         | ±15                     | 민주정의당 148석 신한민주당 86석 민주한국당 19석 한국국민당 19석 무소속 4석                                                 |
| 1985년 4월 3일   | 이상민                                    | 민주한국당 → 신한민주당 | 경남 진주시·삼천포시·진양군·사천군      | 당적변경                                                                                         | ±15                     | 민주정의당 148석 신한민주당 86석 민주한국당 19석 한국국민당 19석 무소속 4석                                                 |
| 1985년 4월 3일   | 황낙주                                    | 민주한국당 → 신한민주당 | 경남 창원시·진해시·의창군               | 당적변경                                                                                         | ±15                     | 민주정의당 148석 신한민주당 86석 민주한국당 19석 한국국민당 19석 무소속 4석                                                 |
| 1985년 4월 3일   | 신재휴                                    | 민주한국당 → 신한민주당 | 전국구                                  | 당적변경                                                                                         | ±15                     | 민주정의당 148석 신한민주당 86석 민주한국당 19석 한국국민당 19석 무소속 4석                                                 |
| 1985년 4월 3일   | 정상구                                    | 민주한국당 → 신한민주당 | 전국구                                  | 당적변경                                                                                         | ±15                     | 민주정의당 148석 신한민주당 86석 민주한국당 19석 한국국민당 19석 무소속 4석                                                 |
| 1985년 4월 3일   | 김일윤                                    | 민주한국당 → 무소속     | 경북 경주시·월성군·청도군               | 탈당                                                                                             | ±1                      | 민주정의당 148석 신한민주당 86석 민주한국당 19석 한국국민당 19석 무소속 4석                                                 |
| 1985년 4월 4일   | 이중재                                    | 민주한국당 → 신한민주당 | 서울 강남구                             | 당적변경                                                                                         | ±13                     | 민주정의당 148석 신한민주당 101석 한국국민당 17석 민주한국당 6석 무소속 4석                                                 |
| 1985년 4월 4일   | 김정길                                    | 민주한국당 → 신한민주당 | 부산 중구·동구·영도구                   | 당적변경                                                                                         | ±13                     | 민주정의당 148석 신한민주당 101석 한국국민당 17석 민주한국당 6석 무소속 4석                                                 |
| 1985년 4월 4일   | 이용희                                    | 민주한국당 → 신한민주당 | 충북 보은군·옥천군·영동군               | 당적변경                                                                                         | ±13                     | 민주정의당 148석 신한민주당 101석 한국국민당 17석 민주한국당 6석 무소속 4석                                                 |
| 1985년 4월 4일   | 김성식                                    | 민주한국당 → 신한민주당 | 충남 청양군·홍성군·예산군               | 당적변경                                                                                         | ±13                     | 민주정의당 148석 신한민주당 101석 한국국민당 17석 민주한국당 6석 무소속 4석                                                 |
| 1985년 4월 4일   | 장기욱                                    | 민주한국당 → 신한민주당 | 충남 서산군·당진군                      | 당적변경                                                                                         | ±13                     | 민주정의당 148석 신한민주당 101석 한국국민당 17석 민주한국당 6석 무소속 4석                                                 |
| 1985년 4월 4일   | 김봉욱                                    | 민주한국당 → 신한민주당 | 전북 군산시·옥구군                      | 당적변경                                                                                         | ±13                     | 민주정의당 148석 신한민주당 101석 한국국민당 17석 민주한국당 6석 무소속 4석                                                 |
| 1985년 4월 4일   | 임종기                                    | 민주한국당 → 신한민주당 | 전남 목포시·무안군·신안군               | 당적변경                                                                                         | ±13                     | 민주정의당 148석 신한민주당 101석 한국국민당 17석 민주한국당 6석 무소속 4석                                                 |
| 1985년 4월 4일   | 고재청                                    | 민주한국당 → 신한민주당 | 전남 담양군·곡성군·화순군               | 당적변경                                                                                         | ±13                     | 민주정의당 148석 신한민주당 101석 한국국민당 17석 민주한국당 6석 무소속 4석                                                 |
| 1985년 4월 4일   | 이진연                                    | 민주한국당 → 신한민주당 | 전남 영광군·함평군·장성군               | 당적변경                                                                                         | ±13                     | 민주정의당 148석 신한민주당 101석 한국국민당 17석 민주한국당 6석 무소속 4석                                                 |
| 1985년 4월 4일   | 심완구                                    | 민주한국당 → 신한민주당 | 경남 울산시·울주군                      | 당적변경                                                                                         | ±13                     | 민주정의당 148석 신한민주당 101석 한국국민당 17석 민주한국당 6석 무소속 4석                                                 |
| 1985년 4월 4일   | 박해충                                    | 민주한국당 → 신한민주당 | 전국구                                  | 당적변경                                                                                         | ±13                     | 민주정의당 148석 신한민주당 101석 한국국민당 17석 민주한국당 6석 무소속 4석                                                 |
| 1985년 4월 4일   | 최운지                                    | 민주한국당 → 신한민주당 | 전국구                                  | 당적변경                                                                                         | ±13                     | 민주정의당 148석 신한민주당 101석 한국국민당 17석 민주한국당 6석 무소속 4석                                                 |
| 1985년 4월 4일   | 송현섭                                    | 민주한국당 → 신한민주당 | 전국구                                  | 당적변경                                                                                         | ±13                     | 민주정의당 148석 신한민주당 101석 한국국민당 17석 민주한국당 6석 무소속 4석                                                 |
| 1985년 4월 4일   | 조병봉                                    | 한국국민당 → 신한민주당 | 경기 남양주군·양평군                    | 당적변경                                                                                         | ±2                      | 민주정의당 148석 신한민주당 101석 한국국민당 17석 민주한국당 6석 무소속 4석                                                 |
| 1985년 4월 4일   | 김완태                                    | 한국국민당 → 신한민주당 | 충북 진천군·괴산군·음성군               | 당적변경                                                                                         | ±2                      | 민주정의당 148석 신한민주당 101석 한국국민당 17석 민주한국당 6석 무소속 4석                                                 |
| 1985년 4월 9일   | 박일                                      | 민주한국당 → 신한민주당 | 경남 밀양군·창녕군                      | 당적변경                                                                                         | ±1                      | 민주정의당 148석 신한민주당 102석 한국국민당 17석 민주한국당 5석 무소속 4석                                                 |
| 1985년 4월 14일  | 황대봉                                    | 민주한국당 → 무소속     | 전국구                                  | 탈당                                                                                             | ±1                      | 민주정의당 148석 신한민주당 102석 한국국민당 17석 민주한국당 4석 무소속 5석                                                 |
| 1985년 4월 18일  | 김효영                                    | 무소속 → 한국국민당     | 강원 동해시·태백시·삼척군               | 입당                                                                                             | ±3                      | 민주정의당 148석 신한민주당 102석 한국국민당 20석 민주한국당 4석 무소속 2석                                                 |
| 1985년 4월 18일  | 김일윤                                    | 무소속 → 한국국민당     | 경북 경주시·월성군·청도군               | 입당                                                                                             | ±3                      | 민주정의당 148석 신한민주당 102석 한국국민당 20석 민주한국당 4석 무소속 2석                                                 |
| 1985년 4월 18일  | 황대봉                                    | 무소속 → 한국국민당     | 전국구(민주한국당)                      | 입당                                                                                             | ±3                      | 민주정의당 148석 신한민주당 102석 한국국민당 20석 민주한국당 4석 무소속 2석                                                 |
| 1985년 4월 30일  | 이태구                                    | 민주한국당 → 무소속     | 전국구                                  | 탈당                                                                                             | ±1                      | 민주정의당 148석 신한민주당 102석 한국국민당 20석 민주한국당 3석 무소속 3석                                                 |
| 1985년 5월 9일   | 이태구                                    | 무소속 → 신한민주당     | 전국구(민주한국당)                      | 입당                                                                                             | ±1                      | 민주정의당 148석 신한민주당 103석 한국국민당 20석 민주한국당 3석 무소속 2석                                                 |
| 1985년 6월 4일   | 양정규                                    | 무소속 → 한국국민당     | 제주 제주시·서귀포시·북제주군·남제주군  | 탈당                                                                                             | ±1                      | 민주정의당 148석 신한민주당 103석 한국국민당 21석 민주한국당 3석 무소속 1석                                                 |
| 1985년 7월 10일  | 김녹영                                    | 신한민주당              | 전남 광주시 서구                        | 사망                                                                                             | -1                      | 민주정의당 148석 신한민주당 102석 한국국민당 21석 민주한국당 3석 무소속 1석                                                 |
| 1985년 8월 1일   | 김성기 황인성 문희갑 → 이진 정호근 김중위 | 민주정의당              | 전국구                                  | 김성기 법무장관, 황인성 농수산장관 문희갑 경제기획원차관 임명으로 사퇴 이진, 정호근, 김중위 승계 |                         | 민주정의당 148석 신한민주당 102석 한국국민당 21석 민주한국당 3석 무소속 1석                                                 |
| 1985년 8월 24일  | 김영작                                    | 민주정의당 → 무소속     | 전국구                                  | 탈당                                                                                             | ±1                      | 민주정의당 147석 신한민주당 102석 한국국민당 21석 민주한국당 3석 무소속 2석                                                 |
| 1985년 9월 17일  | 김영작 → 박성태                           | 무소속 → 민주정의당     | 전국구(민주정의당)                      | 김영작 사퇴 박성태 승계                                                                          |                         | 민주정의당 148석 신한민주당 102석 한국국민당 21석 민주한국당 3석 무소속 1석                                                 |
| 1985년 9월 19일  | 박혜경 → 김정균                           | 민주정의당              | 전국구                                  | 박혜경 사퇴 김정균 승계                                                                          |                         | 민주정의당 148석 신한민주당 102석 한국국민당 21석 민주한국당 3석 무소속 1석                                                 |
| 1986년 1월 1일   | 이건일                                    | 신한민주당 → 무소속     | 부산 동래구                             | 탈당                                                                                             | ±12                     | 민주정의당 148석 신한민주당 90석 한국국민당 21석 민주한국당 3석 무소속 13석                                                 |
| 1986년 1월 1일   | 정재원                                    | 신한민주당 → 무소속     | 충남 천안시·천원군·아산군               | 탈당                                                                                             | ±12                     | 민주정의당 148석 신한민주당 90석 한국국민당 21석 민주한국당 3석 무소속 13석                                                 |
| 1986년 1월 1일   | 유한열                                    | 신한민주당 → 무소속     | 충남 금산군·대덕군·연기군               | 탈당                                                                                             | ±12                     | 민주정의당 148석 신한민주당 90석 한국국민당 21석 민주한국당 3석 무소속 13석                                                 |
| 1986년 1월 1일   | 유갑종                                    | 신한민주당 → 무소속     | 전북 정주시·정읍군·고창군               | 탈당                                                                                             | ±12                     | 민주정의당 148석 신한민주당 90석 한국국민당 21석 민주한국당 3석 무소속 13석                                                 |
| 1986년 1월 1일   | 임종기                                    | 신한민주당 → 무소속     | 전남 목포시·무안군·신안군               | 탈당                                                                                             | ±12                     | 민주정의당 148석 신한민주당 90석 한국국민당 21석 민주한국당 3석 무소속 13석                                                 |
| 1986년 1월 1일   | 서종열                                    | 신한민주당 → 무소속     | 경북 포항시·영일군·울릉군               | 탈당                                                                                             | ±12                     | 민주정의당 148석 신한민주당 90석 한국국민당 21석 민주한국당 3석 무소속 13석                                                 |
| 1986년 1월 1일   | 황병우                                    | 신한민주당 → 무소속     | 경북 영덕군·청송군·울진군               | 탈당                                                                                             | ±12                     | 민주정의당 148석 신한민주당 90석 한국국민당 21석 민주한국당 3석 무소속 13석                                                 |
| 1986년 1월 1일   | 한석봉                                    | 신한민주당 → 무소속     | 전국구                                  | 탈당                                                                                             | ±12                     | 민주정의당 148석 신한민주당 90석 한국국민당 21석 민주한국당 3석 무소속 13석                                                 |
| 1986년 1월 1일   | 신병열                                    | 신한민주당 → 무소속     | 전국구                                  | 탈당                                                                                             | ±12                     | 민주정의당 148석 신한민주당 90석 한국국민당 21석 민주한국당 3석 무소속 13석                                                 |
| 1986년 1월 1일   | 신경설                                    | 신한민주당 → 무소속     | 전국구                                  | 탈당                                                                                             | ±12                     | 민주정의당 148석 신한민주당 90석 한국국민당 21석 민주한국당 3석 무소속 13석                                                 |
| 1986년 1월 1일   | 이태구                                    | 신한민주당 → 무소속     | 전국구(민주한국당)                      | 탈당                                                                                             | ±12                     | 민주정의당 148석 신한민주당 90석 한국국민당 21석 민주한국당 3석 무소속 13석                                                 |
| 1986년 1월 1일   | 최운지                                    | 신한민주당 → 무소속     | 전국구(민주한국당)                      | 탈당                                                                                             | ±12                     | 민주정의당 148석 신한민주당 90석 한국국민당 21석 민주한국당 3석 무소속 13석                                                 |
| 1986년 8월 16일  | 이건일                                    | 무소속 → 민중민주당     | 부산 동래구                             | 민중민주당 창당                                                                                  | ±12                     | 민주정의당 148석 신한민주당 90석 한국국민당 21석 민중민주당 12석 민주한국당 3석 무소속 1석                                  |
| 1986년 8월 16일  | 정재원                                    | 무소속 → 민중민주당     | 충남 천안시·천원군·아산군               | 민중민주당 창당                                                                                  | ±12                     | 민주정의당 148석 신한민주당 90석 한국국민당 21석 민중민주당 12석 민주한국당 3석 무소속 1석                                  |
| 1986년 8월 16일  | 유한열                                    | 무소속 → 민중민주당     | 충남 금산군·대덕군·연기군               | 민중민주당 창당                                                                                  | ±12                     | 민주정의당 148석 신한민주당 90석 한국국민당 21석 민중민주당 12석 민주한국당 3석 무소속 1석                                  |
| 1986년 8월 16일  | 유갑종                                    | 무소속 → 민중민주당     | 전북 정주시·정읍군·고창군               | 민중민주당 창당                                                                                  | ±12                     | 민주정의당 148석 신한민주당 90석 한국국민당 21석 민중민주당 12석 민주한국당 3석 무소속 1석                                  |
| 1986년 8월 16일  | 임종기                                    | 무소속 → 민중민주당     | 전남 목포시·무안군·신안군               | 민중민주당 창당                                                                                  | ±12                     | 민주정의당 148석 신한민주당 90석 한국국민당 21석 민중민주당 12석 민주한국당 3석 무소속 1석                                  |
| 1986년 8월 16일  | 서종열                                    | 무소속 → 민중민주당     | 경북 포항시·영일군·울릉군               | 민중민주당 창당                                                                                  | ±12                     | 민주정의당 148석 신한민주당 90석 한국국민당 21석 민중민주당 12석 민주한국당 3석 무소속 1석                                  |
| 1986년 8월 16일  | 황병우                                    | 무소속 → 민중민주당     | 경북 영덕군·청송군·울진군               | 민중민주당 창당                                                                                  | ±12                     | 민주정의당 148석 신한민주당 90석 한국국민당 21석 민중민주당 12석 민주한국당 3석 무소속 1석                                  |
| 1986년 8월 16일  | 한석봉                                    | 무소속 → 민중민주당     | 전국구                                  | 민중민주당 창당                                                                                  | ±12                     | 민주정의당 148석 신한민주당 90석 한국국민당 21석 민중민주당 12석 민주한국당 3석 무소속 1석                                  |
| 1986년 8월 16일  | 신병열                                    | 무소속 → 민중민주당     | 전국구                                  | 민중민주당 창당                                                                                  | ±12                     | 민주정의당 148석 신한민주당 90석 한국국민당 21석 민중민주당 12석 민주한국당 3석 무소속 1석                                  |
| 1986년 8월 16일  | 신경설                                    | 무소속 → 민중민주당     | 전국구                                  | 민중민주당 창당                                                                                  | ±12                     | 민주정의당 148석 신한민주당 90석 한국국민당 21석 민중민주당 12석 민주한국당 3석 무소속 1석                                  |
| 1986년 8월 16일  | 이태구                                    | 무소속 → 민중민주당     | 전국구(민주한국당)                      | 민중민주당 창당                                                                                  | ±12                     | 민주정의당 148석 신한민주당 90석 한국국민당 21석 민중민주당 12석 민주한국당 3석 무소속 1석                                  |
| 1986년 8월 16일  | 최운지                                    | 무소속 → 민중민주당     | 전국구(민주한국당)                      | 민중민주당 창당                                                                                  | ±12                     | 민주정의당 148석 신한민주당 90석 한국국민당 21석 민중민주당 12석 민주한국당 3석 무소속 1석                                  |
| 1986년 9월 3일   | 이종률 → 김태수                           | 민주정의당              | 전국구                                  | 이종률 청와대 공보수석 임명으로 사퇴 김태수 승계                                                 |                         | 민주정의당 148석 신한민주당 90석 한국국민당 21석 민중민주당 12석 민주한국당 3석 무소속 1석                                  |
| 1986년 10월 13일 | 김양배 → 홍희표                           | 민주정의당              | 전국구                                  | 김양배 광주시장 임명으로 사퇴 홍희표 승계                                                        |                         | 민주정의당 148석 신한민주당 90석 한국국민당 21석 민중민주당 12석 민주한국당 3석 무소속 1석                                  |
| 1986년 11월 14일 | 김종철 → 조용직                           | 한국국민당              | 전국구                                  | 김종철 사망 조용직 승계                                                                          |                         | 민주정의당 148석 신한민주당 90석 한국국민당 21석 민중민주당 12석 민주한국당 3석 무소속 1석                                  |
| 1986년 12월 9일  | 윤국노                                    | 민주정의당              | 경기 안양시·광명시·시흥군·옹진군        | 사망                                                                                             | -1                      | 민주정의당 147석 신한민주당 90석 한국국민당 21석 민중민주당 12석 민주한국당 3석 무소속 1석                                  |
| 1987년 4월 8일   | 노승환                                    | 신한민주당 → 무소속     | 서울 마포구·용산구                      | 탈당                                                                                             | ±69                     | 민주정의당 147석 신한민주당 21석 한국국민당 21석 민중민주당 12석 민주한국당 3석 무소속 70석                                 |
| 1987년 4월 8일   | 박용만                                    | 신한민주당 → 무소속     | 서울 성동구                             | 탈당                                                                                             | ±69                     | 민주정의당 147석 신한민주당 21석 한국국민당 21석 민중민주당 12석 민주한국당 3석 무소속 70석                                 |
| 1987년 4월 8일   | 이철                                      | 신한민주당 → 무소속     | 서울 성북구                             | 탈당                                                                                             | ±69                     | 민주정의당 147석 신한민주당 21석 한국국민당 21석 민중민주당 12석 민주한국당 3석 무소속 70석                                 |
| 1987년 4월 8일   | 조순형                                    | 신한민주당 → 무소속     | 서울 도봉구                             | 탈당                                                                                             | ±69                     | 민주정의당 147석 신한민주당 21석 한국국민당 21석 민중민주당 12석 민주한국당 3석 무소속 70석                                 |
| 1987년 4월 8일   | 김영배                                    | 신한민주당 → 무소속     | 서울 강서구                             | 탈당                                                                                             | ±69                     | 민주정의당 147석 신한민주당 21석 한국국민당 21석 민중민주당 12석 민주한국당 3석 무소속 70석                                 |
| 1987년 4월 8일   | 박실                                      | 신한민주당 → 무소속     | 서울 동작구                             | 탈당                                                                                             | ±69                     | 민주정의당 147석 신한민주당 21석 한국국민당 21석 민중민주당 12석 민주한국당 3석 무소속 70석                                 |
| 1987년 4월 8일   | 김수한                                    | 신한민주당 → 무소속     | 서울 관악구                             | 탈당                                                                                             | ±69                     | 민주정의당 147석 신한민주당 21석 한국국민당 21석 민중민주당 12석 민주한국당 3석 무소속 70석                                 |
| 1987년 4월 8일   | 김형래                                    | 신한민주당 → 무소속     | 서울 강남구                             | 탈당                                                                                             | ±69                     | 민주정의당 147석 신한민주당 21석 한국국민당 21석 민중민주당 12석 민주한국당 3석 무소속 70석                                 |
| 1987년 4월 8일   | 이중재                                    | 신한민주당 → 무소속     | 서울 강남구                             | 탈당                                                                                             | ±69                     | 민주정의당 147석 신한민주당 21석 한국국민당 21석 민중민주당 12석 민주한국당 3석 무소속 70석                                 |
| 1987년 4월 8일   | 김동규                                    | 신한민주당 → 무소속     | 서울 강동구                             | 탈당                                                                                             | ±69                     | 민주정의당 147석 신한민주당 21석 한국국민당 21석 민중민주당 12석 민주한국당 3석 무소속 70석                                 |
| 1987년 4월 8일   | 김정길                                    | 신한민주당 → 무소속     | 부산 중구·동구·영도구                   | 탈당                                                                                             | ±69                     | 민주정의당 147석 신한민주당 21석 한국국민당 21석 민중민주당 12석 민주한국당 3석 무소속 70석                                 |
| 1987년 4월 8일   | 박찬종                                    | 신한민주당 → 무소속     | 부산 중구·동구·영도구                   | 탈당                                                                                             | ±69                     | 민주정의당 147석 신한민주당 21석 한국국민당 21석 민중민주당 12석 민주한국당 3석 무소속 70석                                 |
| 1987년 4월 8일   | 서석재                                    | 신한민주당 → 무소속     | 부산 서구·사하구                        | 탈당                                                                                             | ±69                     | 민주정의당 147석 신한민주당 21석 한국국민당 21석 민중민주당 12석 민주한국당 3석 무소속 70석                                 |
| 1987년 4월 8일   | 김정수                                    | 신한민주당 → 무소속     | 부산 부산진구                           | 탈당                                                                                             | ±69                     | 민주정의당 147석 신한민주당 21석 한국국민당 21석 민중민주당 12석 민주한국당 3석 무소속 70석                                 |
| 1987년 4월 8일   | 문정수                                    | 신한민주당 → 무소속     | 부산 북구                               | 탈당                                                                                             | ±69                     | 민주정의당 147석 신한민주당 21석 한국국민당 21석 민중민주당 12석 민주한국당 3석 무소속 70석                                 |
| 1987년 4월 8일   | 유성환                                    | 신한민주당 → 무소속     | 대구 중구·서구                          | 탈당                                                                                             | ±69                     | 민주정의당 147석 신한민주당 21석 한국국민당 21석 민중민주당 12석 민주한국당 3석 무소속 70석                                 |
| 1987년 4월 8일   | 목요상                                    | 신한민주당 → 무소속     | 대구 동구·북구                          | 탈당                                                                                             | ±69                     | 민주정의당 147석 신한민주당 21석 한국국민당 21석 민중민주당 12석 민주한국당 3석 무소속 70석                                 |
| 1987년 4월 8일   | 명화섭                                    | 신한민주당 → 무소속     | 인천 중구·남구                          | 탈당                                                                                             | ±69                     | 민주정의당 147석 신한민주당 21석 한국국민당 21석 민중민주당 12석 민주한국당 3석 무소속 70석                                 |
| 1987년 4월 8일   | 류제연                                    | 신한민주당 → 무소속     | 인천 동구·북구                          | 탈당                                                                                             | ±69                     | 민주정의당 147석 신한민주당 21석 한국국민당 21석 민중민주당 12석 민주한국당 3석 무소속 70석                                 |
| 1987년 4월 8일   | 박왕식                                    | 신한민주당 → 무소속     | 경기 수원시·화성군                      | 탈당                                                                                             | ±69                     | 민주정의당 147석 신한민주당 21석 한국국민당 21석 민중민주당 12석 민주한국당 3석 무소속 70석                                 |
| 1987년 4월 8일   | 김형광                                    | 신한민주당 → 무소속     | 경기 의정부시·동두천시·양주군           | 탈당                                                                                             | ±69                     | 민주정의당 147석 신한민주당 21석 한국국민당 21석 민중민주당 12석 민주한국당 3석 무소속 70석                                 |
| 1987년 4월 8일   | 안동선                                    | 신한민주당 → 무소속     | 경기 부천시·김포군·강화군               | 탈당                                                                                             | ±69                     | 민주정의당 147석 신한민주당 21석 한국국민당 21석 민중민주당 12석 민주한국당 3석 무소속 70석                                 |
| 1987년 4월 8일   | 조병봉                                    | 신한민주당 → 무소속     | 경기 남양주군·양평군                    | 탈당                                                                                             | ±69                     | 민주정의당 147석 신한민주당 21석 한국국민당 21석 민중민주당 12석 민주한국당 3석 무소속 70석                                 |
| 1987년 4월 8일   | 조종익                                    | 신한민주당 → 무소속     | 경기 여주군·이천군·용인군               | 탈당                                                                                             | ±69                     | 민주정의당 147석 신한민주당 21석 한국국민당 21석 민중민주당 12석 민주한국당 3석 무소속 70석                                 |
| 1987년 4월 8일   | 이영준                                    | 신한민주당 → 무소속     | 경기 파주군·고양군                      | 탈당                                                                                             | ±69                     | 민주정의당 147석 신한민주당 21석 한국국민당 21석 민중민주당 12석 민주한국당 3석 무소속 70석                                 |
| 1987년 4월 8일   | 허경구                                    | 신한민주당 → 무소속     | 강원 속초시·양구군·인제군·고성군        | 탈당                                                                                             | ±69                     | 민주정의당 147석 신한민주당 21석 한국국민당 21석 민중민주당 12석 민주한국당 3석 무소속 70석                                 |
| 1987년 4월 8일   | 김현수                                    | 신한민주당 → 무소속     | 충북 청주시·청원군                      | 탈당                                                                                             | ±69                     | 민주정의당 147석 신한민주당 21석 한국국민당 21석 민중민주당 12석 민주한국당 3석 무소속 70석                                 |
| 1987년 4월 8일   | 이용희                                    | 신한민주당 → 무소속     | 충북 보은군·옥천군·영동군               | 탈당                                                                                             | ±69                     | 민주정의당 147석 신한민주당 21석 한국국민당 21석 민중민주당 12석 민주한국당 3석 무소속 70석                                 |
| 1987년 4월 8일   | 김완태                                    | 신한민주당 → 무소속     | 충북 진천군·괴산군·음성군               | 탈당                                                                                             | ±69                     | 민주정의당 147석 신한민주당 21석 한국국민당 21석 민중민주당 12석 민주한국당 3석 무소속 70석                                 |
| 1987년 4월 8일   | 송천영                                    | 신한민주당 → 무소속     | 충남 대전시 동구                        | 탈당                                                                                             | ±69                     | 민주정의당 147석 신한민주당 21석 한국국민당 21석 민중민주당 12석 민주한국당 3석 무소속 70석                                 |
| 1987년 4월 8일   | 김태룡                                    | 신한민주당 → 무소속     | 충남 대전시 중구                        | 탈당                                                                                             | ±69                     | 민주정의당 147석 신한민주당 21석 한국국민당 21석 민중민주당 12석 민주한국당 3석 무소속 70석                                 |
| 1987년 4월 8일   | 김한수                                    | 신한민주당 → 무소속     | 충남 논산군·공주군                      | 탈당                                                                                             | ±69                     | 민주정의당 147석 신한민주당 21석 한국국민당 21석 민중민주당 12석 민주한국당 3석 무소속 70석                                 |
| 1987년 4월 8일   | 김성식                                    | 신한민주당 → 무소속     | 충남 청양군·홍성군·예산군               | 탈당                                                                                             | ±69                     | 민주정의당 147석 신한민주당 21석 한국국민당 21석 민중민주당 12석 민주한국당 3석 무소속 70석                                 |
| 1987년 4월 8일   | 장기욱                                    | 신한민주당 → 무소속     | 충남 서산군·당진군                      | 탈당                                                                                             | ±69                     | 민주정의당 147석 신한민주당 21석 한국국민당 21석 민중민주당 12석 민주한국당 3석 무소속 70석                                 |
| 1987년 4월 8일   | 김봉욱                                    | 신한민주당 → 무소속     | 전북 군산시·옥구군                      | 탈당                                                                                             | ±69                     | 민주정의당 147석 신한민주당 21석 한국국민당 21석 민중민주당 12석 민주한국당 3석 무소속 70석                                 |
| 1987년 4월 8일   | 김득수                                    | 신한민주당 → 무소속     | 전북 이리시·익산군                      | 탈당                                                                                             | ±69                     | 민주정의당 147석 신한민주당 21석 한국국민당 21석 민중민주당 12석 민주한국당 3석 무소속 70석                                 |
| 1987년 4월 8일   | 최락도                                    | 신한민주당 → 무소속     | 전북 부안군·김제군                      | 탈당                                                                                             | ±69                     | 민주정의당 147석 신한민주당 21석 한국국민당 21석 민중민주당 12석 민주한국당 3석 무소속 70석                                 |
| 1987년 4월 8일   | 신기하                                    | 신한민주당 → 무소속     | 전남 광주시 동구·북구                   | 탈당                                                                                             | ±69                     | 민주정의당 147석 신한민주당 21석 한국국민당 21석 민중민주당 12석 민주한국당 3석 무소속 70석                                 |
| 1987년 4월 8일   | 신순범                                    | 신한민주당 → 무소속     | 전남 여수시·여천군·광양군               | 탈당                                                                                             | ±69                     | 민주정의당 147석 신한민주당 21석 한국국민당 21석 민중민주당 12석 민주한국당 3석 무소속 70석                                 |
| 1987년 4월 8일   | 허경만                                    | 신한민주당 → 무소속     | 전남 순천시·구례군·승주군               | 탈당                                                                                             | ±69                     | 민주정의당 147석 신한민주당 21석 한국국민당 21석 민중민주당 12석 민주한국당 3석 무소속 70석                                 |
| 1987년 4월 8일   | 이재근                                    | 신한민주당 → 무소속     | 전남 금성시·광산군·나주군               | 탈당                                                                                             | ±69                     | 민주정의당 147석 신한민주당 21석 한국국민당 21석 민중민주당 12석 민주한국당 3석 무소속 70석                                 |
| 1987년 4월 8일   | 고재청                                    | 신한민주당 → 무소속     | 전남 담양군·곡성군·화순군               | 탈당                                                                                             | ±69                     | 민주정의당 147석 신한민주당 21석 한국국민당 21석 민중민주당 12석 민주한국당 3석 무소속 70석                                 |
| 1987년 4월 8일   | 유준상                                    | 신한민주당 → 무소속     | 전남 고흥군·보성군                      | 탈당                                                                                             | ±69                     | 민주정의당 147석 신한민주당 21석 한국국민당 21석 민중민주당 12석 민주한국당 3석 무소속 70석                                 |
| 1987년 4월 8일   | 이영권                                    | 신한민주당 → 무소속     | 전남 장흥군·강진군·영암군·완도군        | 탈당                                                                                             | ±69                     | 민주정의당 147석 신한민주당 21석 한국국민당 21석 민중민주당 12석 민주한국당 3석 무소속 70석                                 |
| 1987년 4월 8일   | 김봉호                                    | 신한민주당 → 무소속     | 전남 해남군·진도군                      | 탈당                                                                                             | ±69                     | 민주정의당 147석 신한민주당 21석 한국국민당 21석 민중민주당 12석 민주한국당 3석 무소속 70석                                 |
| 1987년 4월 8일   | 이진연                                    | 신한민주당 → 무소속     | 전남 영광군·함평군·장성군               | 탈당                                                                                             | ±69                     | 민주정의당 147석 신한민주당 21석 한국국민당 21석 민중민주당 12석 민주한국당 3석 무소속 70석                                 |
| 1987년 4월 8일   | 이재옥                                    | 신한민주당 → 무소속     | 경북 김천시·금릉군·상주군               | 탈당                                                                                             | ±69                     | 민주정의당 147석 신한민주당 21석 한국국민당 21석 민중민주당 12석 민주한국당 3석 무소속 70석                                 |
| 1987년 4월 8일   | 김현규                                    | 신한민주당 → 무소속     | 경북 구미시·군위군·선산군·칠곡군        | 탈당                                                                                             | ±69                     | 민주정의당 147석 신한민주당 21석 한국국민당 21석 민중민주당 12석 민주한국당 3석 무소속 70석                                 |
| 1987년 4월 8일   | 홍사덕                                    | 신한민주당 → 무소속     | 경북 영주시·영풍군·영양군·봉화군        | 탈당                                                                                             | ±69                     | 민주정의당 147석 신한민주당 21석 한국국민당 21석 민중민주당 12석 민주한국당 3석 무소속 70석                                 |
| 1987년 4월 8일   | 권오태                                    | 신한민주당 → 무소속     | 경북 영천시·영천군·경산군               | 탈당                                                                                             | ±69                     | 민주정의당 147석 신한민주당 21석 한국국민당 21석 민중민주당 12석 민주한국당 3석 무소속 70석                                 |
| 1987년 4월 8일   | 강삼재                                    | 신한민주당 → 무소속     | 경남 마산시                             | 탈당                                                                                             | ±69                     | 민주정의당 147석 신한민주당 21석 한국국민당 21석 민중민주당 12석 민주한국당 3석 무소속 70석                                 |
| 1987년 4월 8일   | 심완구                                    | 신한민주당 → 무소속     | 경남 울산시·울주군                      | 탈당                                                                                             | ±69                     | 민주정의당 147석 신한민주당 21석 한국국민당 21석 민중민주당 12석 민주한국당 3석 무소속 70석                                 |
| 1987년 4월 8일   | 이상민                                    | 신한민주당 → 무소속     | 경남 진주시·삼천포시·진양군·사천군      | 탈당                                                                                             | ±69                     | 민주정의당 147석 신한민주당 21석 한국국민당 21석 민중민주당 12석 민주한국당 3석 무소속 70석                                 |
| 1987년 4월 8일   | 황낙주                                    | 신한민주당 → 무소속     | 경남 창원시·진해시·의창군               | 탈당                                                                                             | ±69                     | 민주정의당 147석 신한민주당 21석 한국국민당 21석 민중민주당 12석 민주한국당 3석 무소속 70석                                 |
| 1987년 4월 8일   | 김봉조                                    | 신한민주당 → 무소속     | 경남 충무시·통영군·거제군·고성군        | 탈당                                                                                             | ±69                     | 민주정의당 147석 신한민주당 21석 한국국민당 21석 민중민주당 12석 민주한국당 3석 무소속 70석                                 |
| 1987년 4월 8일   | 조홍래                                    | 신한민주당 → 무소속     | 경남 의령군·함안군·합천군               | 탈당                                                                                             | ±69                     | 민주정의당 147석 신한민주당 21석 한국국민당 21석 민중민주당 12석 민주한국당 3석 무소속 70석                                 |
| 1987년 4월 8일   | 박일                                      | 신한민주당 → 무소속     | 경남 밀양군·창녕군                      | 탈당                                                                                             | ±69                     | 민주정의당 147석 신한민주당 21석 한국국민당 21석 민중민주당 12석 민주한국당 3석 무소속 70석                                 |
| 1987년 4월 8일   | 김동주                                    | 신한민주당 → 무소속     | 경남 김해시·김해군·양산군               | 탈당                                                                                             | ±69                     | 민주정의당 147석 신한민주당 21석 한국국민당 21석 민중민주당 12석 민주한국당 3석 무소속 70석                                 |
| 1987년 4월 8일   | 김동영                                    | 신한민주당 → 무소속     | 경남 산청군·함양군·거창군               | 탈당                                                                                             | ±69                     | 민주정의당 147석 신한민주당 21석 한국국민당 21석 민중민주당 12석 민주한국당 3석 무소속 70석                                 |
| 1987년 4월 8일   | 김형경                                    | 신한민주당 → 무소속     | 전국구                                  | 탈당                                                                                             | ±69                     | 민주정의당 147석 신한민주당 21석 한국국민당 21석 민중민주당 12석 민주한국당 3석 무소속 70석                                 |
| 1987년 4월 8일   | 윤영탁                                    | 신한민주당 → 무소속     | 전국구                                  | 탈당                                                                                             | ±69                     | 민주정의당 147석 신한민주당 21석 한국국민당 21석 민중민주당 12석 민주한국당 3석 무소속 70석                                 |
| 1987년 4월 8일   | 박종율                                    | 신한민주당 → 무소속     | 전국구                                  | 탈당                                                                                             | ±69                     | 민주정의당 147석 신한민주당 21석 한국국민당 21석 민중민주당 12석 민주한국당 3석 무소속 70석                                 |
| 1987년 4월 8일   | 조영수                                    | 신한민주당 → 무소속     | 전국구                                  | 탈당                                                                                             | ±69                     | 민주정의당 147석 신한민주당 21석 한국국민당 21석 민중민주당 12석 민주한국당 3석 무소속 70석                                 |
| 1987년 4월 8일   | 김동욱                                    | 신한민주당 → 무소속     | 전국구                                  | 탈당                                                                                             | ±69                     | 민주정의당 147석 신한민주당 21석 한국국민당 21석 민중민주당 12석 민주한국당 3석 무소속 70석                                 |
| 1987년 4월 8일   | 김용오                                    | 신한민주당 → 무소속     | 전국구                                  | 탈당                                                                                             | ±69                     | 민주정의당 147석 신한민주당 21석 한국국민당 21석 민중민주당 12석 민주한국당 3석 무소속 70석                                 |
| 1987년 4월 8일   | 최훈                                      | 신한민주당 → 무소속     | 전국구                                  | 탈당                                                                                             | ±69                     | 민주정의당 147석 신한민주당 21석 한국국민당 21석 민중민주당 12석 민주한국당 3석 무소속 70석                                 |
| 1987년 4월 8일   | 신재휴                                    | 신한민주당 → 무소속     | 전국구(민주한국당)                      | 탈당                                                                                             | ±69                     | 민주정의당 147석 신한민주당 21석 한국국민당 21석 민중민주당 12석 민주한국당 3석 무소속 70석                                 |
| 1987년 4월 8일   | 정상구                                    | 신한민주당 → 무소속     | 전국구(민주한국당)                      | 탈당                                                                                             | ±69                     | 민주정의당 147석 신한민주당 21석 한국국민당 21석 민중민주당 12석 민주한국당 3석 무소속 70석                                 |
| 1987년 4월 8일   | 송현섭                                    | 신한민주당 → 무소속     | 전국구(민주한국당)                      | 탈당                                                                                             | ±69                     | 민주정의당 147석 신한민주당 21석 한국국민당 21석 민중민주당 12석 민주한국당 3석 무소속 70석                                 |
| 1987년 4월 10일  | 송원영                                    | 신한민주당 → 무소속     | 서울 동대문구                           | 탈당                                                                                             | ±6                      | 민주정의당 147석 한국국민당 21석 신한민주당 15석 민중민주당 12석 민주한국당 3석 무소속 76석                                 |
| 1987년 4월 10일  | 박관용                                    | 신한민주당 → 무소속     | 부산 동래구                             | 탈당                                                                                             | ±6                      | 민주정의당 147석 한국국민당 21석 신한민주당 15석 민중민주당 12석 민주한국당 3석 무소속 76석                                 |
| 1987년 4월 10일  | 이기택                                    | 신한민주당 → 무소속     | 부산 남구·해운대구                      | 탈당                                                                                             | ±6                      | 민주정의당 147석 한국국민당 21석 신한민주당 15석 민중민주당 12석 민주한국당 3석 무소속 76석                                 |
| 1987년 4월 10일  | 반형식                                    | 신한민주당 → 무소속     | 경북 문경군·예천군                      | 탈당                                                                                             | ±6                      | 민주정의당 147석 한국국민당 21석 신한민주당 15석 민중민주당 12석 민주한국당 3석 무소속 76석                                 |
| 1987년 4월 10일  | 정재문                                    | 신한민주당 → 무소속     | 전국구                                  | 탈당                                                                                             | ±6                      | 민주정의당 147석 한국국민당 21석 신한민주당 15석 민중민주당 12석 민주한국당 3석 무소속 76석                                 |
| 1987년 4월 10일  | 장충준                                    | 신한민주당 → 무소속     | 전국구                                  | 탈당                                                                                             | ±6                      | 민주정의당 147석 한국국민당 21석 신한민주당 15석 민중민주당 12석 민주한국당 3석 무소속 76석                                 |
| 1987년 4월 30일  | 김한수                                    | 무소속 → 신한민주당     | 충남 논산군·공주군                      | 복당                                                                                             | ±1                      | 민주정의당 147석 한국국민당 21석 신한민주당 16석 민중민주당 12석 민주한국당 3석 무소속 75석                                 |
| 1987년 5월 2일   | 이건일                                    | 민중민주당 → 신한민주당 | 부산 동래구                             | 당적변경                                                                                         | ±12                     | 민주정의당 147석 신한민주당 28석 한국국민당 21석 민주한국당 3석 무소속 75석                                                 |
| 1987년 5월 2일   | 정재원                                    | 민중민주당 → 신한민주당 | 충남 천안시·천원군·아산군               | 당적변경                                                                                         | ±12                     | 민주정의당 147석 신한민주당 28석 한국국민당 21석 민주한국당 3석 무소속 75석                                                 |
| 1987년 5월 2일   | 유한열                                    | 민중민주당 → 신한민주당 | 충남 금산군·대덕군·연기군               | 당적변경                                                                                         | ±12                     | 민주정의당 147석 신한민주당 28석 한국국민당 21석 민주한국당 3석 무소속 75석                                                 |
| 1987년 5월 2일   | 유갑종                                    | 민중민주당 → 신한민주당 | 전북 정주시·정읍군·고창군               | 당적변경                                                                                         | ±12                     | 민주정의당 147석 신한민주당 28석 한국국민당 21석 민주한국당 3석 무소속 75석                                                 |
| 1987년 5월 2일   | 임종기                                    | 민중민주당 → 신한민주당 | 전남 목포시·무안군·신안군               | 당적변경                                                                                         | ±12                     | 민주정의당 147석 신한민주당 28석 한국국민당 21석 민주한국당 3석 무소속 75석                                                 |
| 1987년 5월 2일   | 서종열                                    | 민중민주당 → 신한민주당 | 경북 포항시·영일군·울릉군               | 당적변경                                                                                         | ±12                     | 민주정의당 147석 신한민주당 28석 한국국민당 21석 민주한국당 3석 무소속 75석                                                 |
| 1987년 5월 2일   | 황병우                                    | 민중민주당 → 신한민주당 | 경북 영덕군·청송군·울진군               | 당적변경                                                                                         | ±12                     | 민주정의당 147석 신한민주당 28석 한국국민당 21석 민주한국당 3석 무소속 75석                                                 |
| 1987년 5월 2일   | 한석봉                                    | 민중민주당 → 신한민주당 | 전국구(신한민주당)                      | 당적변경                                                                                         | ±12                     | 민주정의당 147석 신한민주당 28석 한국국민당 21석 민주한국당 3석 무소속 75석                                                 |
| 1987년 5월 2일   | 신병열                                    | 민중민주당 → 신한민주당 | 전국구(신한민주당)                      | 당적변경                                                                                         | ±12                     | 민주정의당 147석 신한민주당 28석 한국국민당 21석 민주한국당 3석 무소속 75석                                                 |
| 1987년 5월 2일   | 신경설                                    | 민중민주당 → 신한민주당 | 전국구(신한민주당)                      | 당적변경                                                                                         | ±12                     | 민주정의당 147석 신한민주당 28석 한국국민당 21석 민주한국당 3석 무소속 75석                                                 |
| 1987년 5월 2일   | 이태구                                    | 민중민주당 → 신한민주당 | 전국구(민주한국당)                      | 당적변경                                                                                         | ±12                     | 민주정의당 147석 신한민주당 28석 한국국민당 21석 민주한국당 3석 무소속 75석                                                 |
| 1987년 5월 2일   | 최운지                                    | 민중민주당 → 신한민주당 | 전국구(민주한국당)                      | 당적변경                                                                                         | ±12                     | 민주정의당 147석 신한민주당 28석 한국국민당 21석 민주한국당 3석 무소속 75석                                                 |
| 1987년 5월 6일   | 노승환                                    | 무소속 → 통일민주당     | 서울 마포구·용산구                      | 통일민주당 창당                                                                                  | ±67                     | 민주정의당 147석 통일민주당 67석 신한민주당 28석 한국국민당 21석 민주한국당 3석 무소속 8석                                  |
| 1987년 5월 6일   | 박용만                                    | 무소속 → 통일민주당     | 서울 성동구                             | 통일민주당 창당                                                                                  | ±67                     | 민주정의당 147석 통일민주당 67석 신한민주당 28석 한국국민당 21석 민주한국당 3석 무소속 8석                                  |
| 1987년 5월 6일   | 이철                                      | 무소속 → 통일민주당     | 서울 성북구                             | 통일민주당 창당                                                                                  | ±67                     | 민주정의당 147석 통일민주당 67석 신한민주당 28석 한국국민당 21석 민주한국당 3석 무소속 8석                                  |
| 1987년 5월 6일   | 조순형                                    | 무소속 → 통일민주당     | 서울 도봉구                             | 통일민주당 창당                                                                                  | ±67                     | 민주정의당 147석 통일민주당 67석 신한민주당 28석 한국국민당 21석 민주한국당 3석 무소속 8석                                  |
| 1987년 5월 6일   | 김영배                                    | 무소속 → 통일민주당     | 서울 강서구                             | 통일민주당 창당                                                                                  | ±67                     | 민주정의당 147석 통일민주당 67석 신한민주당 28석 한국국민당 21석 민주한국당 3석 무소속 8석                                  |
| 1987년 5월 6일   | 박실                                      | 무소속 → 통일민주당     | 서울 동작구                             | 통일민주당 창당                                                                                  | ±67                     | 민주정의당 147석 통일민주당 67석 신한민주당 28석 한국국민당 21석 민주한국당 3석 무소속 8석                                  |
| 1987년 5월 6일   | 김수한                                    | 무소속 → 통일민주당     | 서울 관악구                             | 통일민주당 창당                                                                                  | ±67                     | 민주정의당 147석 통일민주당 67석 신한민주당 28석 한국국민당 21석 민주한국당 3석 무소속 8석                                  |
| 1987년 5월 6일   | 김형래                                    | 무소속 → 통일민주당     | 서울 강남구                             | 통일민주당 창당                                                                                  | ±67                     | 민주정의당 147석 통일민주당 67석 신한민주당 28석 한국국민당 21석 민주한국당 3석 무소속 8석                                  |
| 1987년 5월 6일   | 이중재                                    | 무소속 → 통일민주당     | 서울 강남구                             | 통일민주당 창당                                                                                  | ±67                     | 민주정의당 147석 통일민주당 67석 신한민주당 28석 한국국민당 21석 민주한국당 3석 무소속 8석                                  |
| 1987년 5월 6일   | 김동규                                    | 무소속 → 통일민주당     | 서울 강동구                             | 통일민주당 창당                                                                                  | ±67                     | 민주정의당 147석 통일민주당 67석 신한민주당 28석 한국국민당 21석 민주한국당 3석 무소속 8석                                  |
| 1987년 5월 6일   | 김정길                                    | 무소속 → 통일민주당     | 부산 중구·동구·영도구                   | 통일민주당 창당                                                                                  | ±67                     | 민주정의당 147석 통일민주당 67석 신한민주당 28석 한국국민당 21석 민주한국당 3석 무소속 8석                                  |
| 1987년 5월 6일   | 박찬종                                    | 무소속 → 통일민주당     | 부산 중구·동구·영도구                   | 통일민주당 창당                                                                                  | ±67                     | 민주정의당 147석 통일민주당 67석 신한민주당 28석 한국국민당 21석 민주한국당 3석 무소속 8석                                  |
| 1987년 5월 6일   | 서석재                                    | 무소속 → 통일민주당     | 부산 서구·사하구                        | 통일민주당 창당                                                                                  | ±67                     | 민주정의당 147석 통일민주당 67석 신한민주당 28석 한국국민당 21석 민주한국당 3석 무소속 8석                                  |
| 1987년 5월 6일   | 김정수                                    | 무소속 → 통일민주당     | 부산 부산진구                           | 통일민주당 창당                                                                                  | ±67                     | 민주정의당 147석 통일민주당 67석 신한민주당 28석 한국국민당 21석 민주한국당 3석 무소속 8석                                  |
| 1987년 5월 6일   | 문정수                                    | 무소속 → 통일민주당     | 부산 북구                               | 통일민주당 창당                                                                                  | ±67                     | 민주정의당 147석 통일민주당 67석 신한민주당 28석 한국국민당 21석 민주한국당 3석 무소속 8석                                  |
| 1987년 5월 6일   | 유성환                                    | 무소속 → 통일민주당     | 대구 중구·서구                          | 통일민주당 창당                                                                                  | ±67                     | 민주정의당 147석 통일민주당 67석 신한민주당 28석 한국국민당 21석 민주한국당 3석 무소속 8석                                  |
| 1987년 5월 6일   | 목요상                                    | 무소속 → 통일민주당     | 대구 동구·북구                          | 통일민주당 창당                                                                                  | ±67                     | 민주정의당 147석 통일민주당 67석 신한민주당 28석 한국국민당 21석 민주한국당 3석 무소속 8석                                  |
| 1987년 5월 6일   | 명화섭                                    | 무소속 → 통일민주당     | 인천 중구·남구                          | 통일민주당 창당                                                                                  | ±67                     | 민주정의당 147석 통일민주당 67석 신한민주당 28석 한국국민당 21석 민주한국당 3석 무소속 8석                                  |
| 1987년 5월 6일   | 류제연                                    | 무소속 → 통일민주당     | 인천 동구·북구                          | 통일민주당 창당                                                                                  | ±67                     | 민주정의당 147석 통일민주당 67석 신한민주당 28석 한국국민당 21석 민주한국당 3석 무소속 8석                                  |
| 1987년 5월 6일   | 박왕식                                    | 무소속 → 통일민주당     | 경기 수원시·화성군                      | 통일민주당 창당                                                                                  | ±67                     | 민주정의당 147석 통일민주당 67석 신한민주당 28석 한국국민당 21석 민주한국당 3석 무소속 8석                                  |
| 1987년 5월 6일   | 김형광                                    | 무소속 → 통일민주당     | 경기 의정부시·동두천시·양주군           | 통일민주당 창당                                                                                  | ±67                     | 민주정의당 147석 통일민주당 67석 신한민주당 28석 한국국민당 21석 민주한국당 3석 무소속 8석                                  |
| 1987년 5월 6일   | 안동선                                    | 무소속 → 통일민주당     | 경기 부천시·김포군·강화군               | 통일민주당 창당                                                                                  | ±67                     | 민주정의당 147석 통일민주당 67석 신한민주당 28석 한국국민당 21석 민주한국당 3석 무소속 8석                                  |
| 1987년 5월 6일   | 조병봉                                    | 무소속 → 통일민주당     | 경기 남양주군·양평군                    | 통일민주당 창당                                                                                  | ±67                     | 민주정의당 147석 통일민주당 67석 신한민주당 28석 한국국민당 21석 민주한국당 3석 무소속 8석                                  |
| 1987년 5월 6일   | 조종익                                    | 무소속 → 통일민주당     | 경기 여주군·이천군·용인군               | 통일민주당 창당                                                                                  | ±67                     | 민주정의당 147석 통일민주당 67석 신한민주당 28석 한국국민당 21석 민주한국당 3석 무소속 8석                                  |
| 1987년 5월 6일   | 이영준                                    | 무소속 → 통일민주당     | 경기 파주군·고양군                      | 통일민주당 창당                                                                                  | ±67                     | 민주정의당 147석 통일민주당 67석 신한민주당 28석 한국국민당 21석 민주한국당 3석 무소속 8석                                  |
| 1987년 5월 6일   | 허경구                                    | 무소속 → 통일민주당     | 강원 속초시·양구군·인제군·고성군        | 통일민주당 창당                                                                                  | ±67                     | 민주정의당 147석 통일민주당 67석 신한민주당 28석 한국국민당 21석 민주한국당 3석 무소속 8석                                  |
| 1987년 5월 6일   | 김현수                                    | 무소속 → 통일민주당     | 충북 청주시·청원군                      | 통일민주당 창당                                                                                  | ±67                     | 민주정의당 147석 통일민주당 67석 신한민주당 28석 한국국민당 21석 민주한국당 3석 무소속 8석                                  |
| 1987년 5월 6일   | 이용희                                    | 무소속 → 통일민주당     | 충북 보은군·옥천군·영동군               | 통일민주당 창당                                                                                  | ±67                     | 민주정의당 147석 통일민주당 67석 신한민주당 28석 한국국민당 21석 민주한국당 3석 무소속 8석                                  |
| 1987년 5월 6일   | 김완태                                    | 무소속 → 통일민주당     | 충북 진천군·괴산군·음성군               | 통일민주당 창당                                                                                  | ±67                     | 민주정의당 147석 통일민주당 67석 신한민주당 28석 한국국민당 21석 민주한국당 3석 무소속 8석                                  |
| 1987년 5월 6일   | 송천영                                    | 무소속 → 통일민주당     | 충남 대전시 동구                        | 통일민주당 창당                                                                                  | ±67                     | 민주정의당 147석 통일민주당 67석 신한민주당 28석 한국국민당 21석 민주한국당 3석 무소속 8석                                  |
| 1987년 5월 6일   | 김태룡                                    | 무소속 → 통일민주당     | 충남 대전시 중구                        | 통일민주당 창당                                                                                  | ±67                     | 민주정의당 147석 통일민주당 67석 신한민주당 28석 한국국민당 21석 민주한국당 3석 무소속 8석                                  |
| 1987년 5월 6일   | 김성식                                    | 무소속 → 통일민주당     | 충남 청양군·홍성군·예산군               | 통일민주당 창당                                                                                  | ±67                     | 민주정의당 147석 통일민주당 67석 신한민주당 28석 한국국민당 21석 민주한국당 3석 무소속 8석                                  |
| 1987년 5월 6일   | 장기욱                                    | 무소속 → 통일민주당     | 충남 서산군·당진군                      | 통일민주당 창당                                                                                  | ±67                     | 민주정의당 147석 통일민주당 67석 신한민주당 28석 한국국민당 21석 민주한국당 3석 무소속 8석                                  |
| 1987년 5월 6일   | 김봉욱                                    | 무소속 → 통일민주당     | 전북 군산시·옥구군                      | 통일민주당 창당                                                                                  | ±67                     | 민주정의당 147석 통일민주당 67석 신한민주당 28석 한국국민당 21석 민주한국당 3석 무소속 8석                                  |
| 1987년 5월 6일   | 김득수                                    | 무소속 → 통일민주당     | 전북 이리시·익산군                      | 통일민주당 창당                                                                                  | ±67                     | 민주정의당 147석 통일민주당 67석 신한민주당 28석 한국국민당 21석 민주한국당 3석 무소속 8석                                  |
| 1987년 5월 6일   | 최락도                                    | 무소속 → 통일민주당     | 전북 부안군·김제군                      | 통일민주당 창당                                                                                  | ±67                     | 민주정의당 147석 통일민주당 67석 신한민주당 28석 한국국민당 21석 민주한국당 3석 무소속 8석                                  |
| 1987년 5월 6일   | 신기하                                    | 무소속 → 통일민주당     | 전남 광주시 동구·북구                   | 통일민주당 창당                                                                                  | ±67                     | 민주정의당 147석 통일민주당 67석 신한민주당 28석 한국국민당 21석 민주한국당 3석 무소속 8석                                  |
| 1987년 5월 6일   | 신순범                                    | 무소속 → 통일민주당     | 전남 여수시·여천군·광양군               | 통일민주당 창당                                                                                  | ±67                     | 민주정의당 147석 통일민주당 67석 신한민주당 28석 한국국민당 21석 민주한국당 3석 무소속 8석                                  |
| 1987년 5월 6일   | 허경만                                    | 무소속 → 통일민주당     | 전남 순천시·구례군·승주군               | 통일민주당 창당                                                                                  | ±67                     | 민주정의당 147석 통일민주당 67석 신한민주당 28석 한국국민당 21석 민주한국당 3석 무소속 8석                                  |
| 1987년 5월 6일   | 이재근                                    | 무소속 → 통일민주당     | 전남 금성시·광산군·나주군               | 통일민주당 창당                                                                                  | ±67                     | 민주정의당 147석 통일민주당 67석 신한민주당 28석 한국국민당 21석 민주한국당 3석 무소속 8석                                  |
| 1987년 5월 6일   | 고재청                                    | 무소속 → 통일민주당     | 전남 담양군·곡성군·화순군               | 통일민주당 창당                                                                                  | ±67                     | 민주정의당 147석 통일민주당 67석 신한민주당 28석 한국국민당 21석 민주한국당 3석 무소속 8석                                  |
| 1987년 5월 6일   | 유준상                                    | 무소속 → 통일민주당     | 전남 고흥군·보성군                      | 통일민주당 창당                                                                                  | ±67                     | 민주정의당 147석 통일민주당 67석 신한민주당 28석 한국국민당 21석 민주한국당 3석 무소속 8석                                  |
| 1987년 5월 6일   | 이영권                                    | 무소속 → 통일민주당     | 전남 장흥군·강진군·영암군·완도군        | 통일민주당 창당                                                                                  | ±67                     | 민주정의당 147석 통일민주당 67석 신한민주당 28석 한국국민당 21석 민주한국당 3석 무소속 8석                                  |
| 1987년 5월 6일   | 김봉호                                    | 무소속 → 통일민주당     | 전남 해남군·진도군                      | 통일민주당 창당                                                                                  | ±67                     | 민주정의당 147석 통일민주당 67석 신한민주당 28석 한국국민당 21석 민주한국당 3석 무소속 8석                                  |
| 1987년 5월 6일   | 이진연                                    | 무소속 → 통일민주당     | 전남 영광군·함평군·장성군               | 통일민주당 창당                                                                                  | ±67                     | 민주정의당 147석 통일민주당 67석 신한민주당 28석 한국국민당 21석 민주한국당 3석 무소속 8석                                  |
| 1987년 5월 6일   | 이재옥                                    | 무소속 → 통일민주당     | 경북 김천시·금릉군·상주군               | 통일민주당 창당                                                                                  | ±67                     | 민주정의당 147석 통일민주당 67석 신한민주당 28석 한국국민당 21석 민주한국당 3석 무소속 8석                                  |
| 1987년 5월 6일   | 김현규                                    | 무소속 → 통일민주당     | 경북 구미시·군위군·선산군·칠곡군        | 통일민주당 창당                                                                                  | ±67                     | 민주정의당 147석 통일민주당 67석 신한민주당 28석 한국국민당 21석 민주한국당 3석 무소속 8석                                  |
| 1987년 5월 6일   | 홍사덕                                    | 무소속 → 통일민주당     | 경북 영주시·영풍군·영양군·봉화군        | 통일민주당 창당                                                                                  | ±67                     | 민주정의당 147석 통일민주당 67석 신한민주당 28석 한국국민당 21석 민주한국당 3석 무소속 8석                                  |
| 1987년 5월 6일   | 권오태                                    | 무소속 → 통일민주당     | 경북 영천시·영천군·경산군               | 통일민주당 창당                                                                                  | ±67                     | 민주정의당 147석 통일민주당 67석 신한민주당 28석 한국국민당 21석 민주한국당 3석 무소속 8석                                  |
| 1987년 5월 6일   | 반형식                                    | 무소속 → 통일민주당     | 경북 문경군·예천군                      | 통일민주당 창당                                                                                  | ±67                     | 민주정의당 147석 통일민주당 67석 신한민주당 28석 한국국민당 21석 민주한국당 3석 무소속 8석                                  |
| 1987년 5월 6일   | 강삼재                                    | 무소속 → 통일민주당     | 경남 마산시                             | 통일민주당 창당                                                                                  | ±67                     | 민주정의당 147석 통일민주당 67석 신한민주당 28석 한국국민당 21석 민주한국당 3석 무소속 8석                                  |
| 1987년 5월 6일   | 심완구                                    | 무소속 → 통일민주당     | 경남 울산시·울주군                      | 통일민주당 창당                                                                                  | ±67                     | 민주정의당 147석 통일민주당 67석 신한민주당 28석 한국국민당 21석 민주한국당 3석 무소속 8석                                  |
| 1987년 5월 6일   | 이상민                                    | 무소속 → 통일민주당     | 경남 진주시·삼천포시·진양군·사천군      | 통일민주당 창당                                                                                  | ±67                     | 민주정의당 147석 통일민주당 67석 신한민주당 28석 한국국민당 21석 민주한국당 3석 무소속 8석                                  |
| 1987년 5월 6일   | 황낙주                                    | 무소속 → 통일민주당     | 경남 창원시·진해시·의창군               | 통일민주당 창당                                                                                  | ±67                     | 민주정의당 147석 통일민주당 67석 신한민주당 28석 한국국민당 21석 민주한국당 3석 무소속 8석                                  |
| 1987년 5월 6일   | 김봉조                                    | 무소속 → 통일민주당     | 경남 충무시·통영군·거제군·고성군        | 통일민주당 창당                                                                                  | ±67                     | 민주정의당 147석 통일민주당 67석 신한민주당 28석 한국국민당 21석 민주한국당 3석 무소속 8석                                  |
| 1987년 5월 6일   | 조홍래                                    | 무소속 → 통일민주당     | 경남 의령군·함안군·합천군               | 통일민주당 창당                                                                                  | ±67                     | 민주정의당 147석 통일민주당 67석 신한민주당 28석 한국국민당 21석 민주한국당 3석 무소속 8석                                  |
| 1987년 5월 6일   | 박일                                      | 무소속 → 통일민주당     | 경남 밀양군·창녕군                      | 통일민주당 창당                                                                                  | ±67                     | 민주정의당 147석 통일민주당 67석 신한민주당 28석 한국국민당 21석 민주한국당 3석 무소속 8석                                  |
| 1987년 5월 6일   | 김동주                                    | 무소속 → 통일민주당     | 경남 김해시·김해군·양산군               | 통일민주당 창당                                                                                  | ±67                     | 민주정의당 147석 통일민주당 67석 신한민주당 28석 한국국민당 21석 민주한국당 3석 무소속 8석                                  |
| 1987년 5월 6일   | 김동영                                    | 무소속 → 통일민주당     | 경남 산청군·함양군·거창군               | 통일민주당 창당                                                                                  | ±67                     | 민주정의당 147석 통일민주당 67석 신한민주당 28석 한국국민당 21석 민주한국당 3석 무소속 8석                                  |
| 1987년 5월 6일   | 김형경                                    | 무소속 → 통일민주당     | 전국구(신한민주당)                      | 통일민주당 창당                                                                                  | ±67                     | 민주정의당 147석 통일민주당 67석 신한민주당 28석 한국국민당 21석 민주한국당 3석 무소속 8석                                  |
| 1987년 5월 6일   | 윤영탁                                    | 무소속 → 통일민주당     | 전국구(신한민주당)                      | 통일민주당 창당                                                                                  | ±67                     | 민주정의당 147석 통일민주당 67석 신한민주당 28석 한국국민당 21석 민주한국당 3석 무소속 8석                                  |
| 1987년 5월 6일   | 박종율                                    | 무소속 → 통일민주당     | 전국구(신한민주당)                      | 통일민주당 창당                                                                                  | ±67                     | 민주정의당 147석 통일민주당 67석 신한민주당 28석 한국국민당 21석 민주한국당 3석 무소속 8석                                  |
| 1987년 5월 6일   | 조영수                                    | 무소속 → 통일민주당     | 전국구(신한민주당)                      | 통일민주당 창당                                                                                  | ±67                     | 민주정의당 147석 통일민주당 67석 신한민주당 28석 한국국민당 21석 민주한국당 3석 무소속 8석                                  |
| 1987년 5월 6일   | 김동욱                                    | 무소속 → 통일민주당     | 전국구(신한민주당)                      | 통일민주당 창당                                                                                  | ±67                     | 민주정의당 147석 통일민주당 67석 신한민주당 28석 한국국민당 21석 민주한국당 3석 무소속 8석                                  |
| 1987년 5월 6일   | 김용오                                    | 무소속 → 통일민주당     | 전국구(신한민주당)                      | 통일민주당 창당                                                                                  | ±67                     | 민주정의당 147석 통일민주당 67석 신한민주당 28석 한국국민당 21석 민주한국당 3석 무소속 8석                                  |
| 1987년 5월 6일   | 최훈                                      | 무소속 → 통일민주당     | 전국구(신한민주당)                      | 통일민주당 창당                                                                                  | ±67                     | 민주정의당 147석 통일민주당 67석 신한민주당 28석 한국국민당 21석 민주한국당 3석 무소속 8석                                  |
| 1987년 5월 6일   | 정상구                                    | 무소속 → 통일민주당     | 전국구(민주한국당)                      | 통일민주당 창당                                                                                  | ±67                     | 민주정의당 147석 통일민주당 67석 신한민주당 28석 한국국민당 21석 민주한국당 3석 무소속 8석                                  |
| 1987년 5월 19일  | 송원영                                    | 무소속 → 통일민주당     | 서울 동대문구                           | 입당                                                                                             | ±1                      | 민주정의당 147석 통일민주당 68석 신한민주당 28석 한국국민당 21석 민주한국당 3석 무소속 7석                                  |
| 1987년 5월 25일  | 박관용                                    | 무소속 → 통일민주당     | 부산 동래구                             | 입당                                                                                             | ±1                      | 민주정의당 147석 통일민주당 69석 신한민주당 28석 한국국민당 21석 민주한국당 3석 무소속 6석                                  |
| 1987년 5월 27일  | 최치환                                    | 한국국민당              | 경남 남해군·하동군                      | 사망                                                                                             | -1                      | 민주정의당 147석 통일민주당 69석 신한민주당 28석 한국국민당 20석 민주한국당 3석 무소속 6석                                  |
| 1987년 6월 5일   | 김재광                                    | 신한민주당 → 무소속     | 서울 서대문구·은평구                    | 탈당                                                                                             | ±6                      | 민주정의당 147석 통일민주당 69석 신한민주당 22석 한국국민당 20석 민주한국당 3석 무소속 12석                                 |
| 1987년 6월 5일   | 조연하                                    | 신한민주당 → 무소속     | 서울 구로구                             | 탈당                                                                                             | ±6                      | 민주정의당 147석 통일민주당 69석 신한민주당 22석 한국국민당 20석 민주한국당 3석 무소속 12석                                 |
| 1987년 6월 5일   | 박한상                                    | 신한민주당 → 무소속     | 서울 영등포구                           | 탈당                                                                                             | ±6                      | 민주정의당 147석 통일민주당 69석 신한민주당 22석 한국국민당 20석 민주한국당 3석 무소속 12석                                 |
| 1987년 6월 5일   | 임춘원                                    | 신한민주당 → 무소속     | 전국구                                  | 탈당                                                                                             | ±6                      | 민주정의당 147석 통일민주당 69석 신한민주당 22석 한국국민당 20석 민주한국당 3석 무소속 12석                                 |
| 1987년 6월 5일   | 고한준                                    | 신한민주당 → 무소속     | 전국구                                  | 탈당                                                                                             | ±6                      | 민주정의당 147석 통일민주당 69석 신한민주당 22석 한국국민당 20석 민주한국당 3석 무소속 12석                                 |
| 1987년 6월 5일   | 이길범                                    | 신한민주당 → 무소속     | 전국구                                  | 탈당                                                                                             | ±6                      | 민주정의당 147석 통일민주당 69석 신한민주당 22석 한국국민당 20석 민주한국당 3석 무소속 12석                                 |
| 1987년 7월 13일  | 나웅배 → 김문기                           | 민주정의당              | 전국구                                  | 나웅배 상공장관 임명으로 사퇴 김문기 승계                                                        |                         | 민주정의당 147석 통일민주당 69석 신한민주당 22석 한국국민당 20석 민주한국당 3석 무소속 12석                                 |
| 1987년 7월 14일  | 송현섭                                    | 무소속 → 통일민주당     | 전국구(민주한국당)                      | 입당                                                                                             | ±1                      | 민주정의당 147석 통일민주당 70석 신한민주당 22석 한국국민당 20석 민주한국당 3석 무소속 11석                                 |
| 1987년 8월 3일   | 황병우                                    | 신한민주당 → 무소속     | 경북 영덕군·청송군·울진군               | 탈당                                                                                             | ±1                      | 민주정의당 147석 통일민주당 70석 신한민주당 21석 한국국민당 20석 민주한국당 3석 무소속 12석                                 |
| 1987년 8월 11일  | 신병열                                    | 신한민주당 → 무소속     | 전국구                                  | 탈당                                                                                             | ±1                      | 민주정의당 147석 통일민주당 70석 신한민주당 20석 한국국민당 20석 민주한국당 3석 무소속 13석                                 |
| 1987년 8월 24일  | 임철순                                    | 민주정의당              | 서울 관악구                             | 사망                                                                                             | -1                      | 민주정의당 146석 통일민주당 70석 신한민주당 20석 한국국민당 20석 민주한국당 3석 무소속 13석                                 |
| 1987년 10월 2일  | 강경식                                    | 한국국민당 → 무소속     | 부산 부산진구                           | 탈당                                                                                             | ±6                      | 민주정의당 146석 통일민주당 70석 신한민주당 20석 한국국민당 14석 민주한국당 3석 무소속 19석                                 |
| 1987년 10월 2일  | 김용채                                    | 한국국민당 → 무소속     | 경기 연천군·포천군·가평군               | 탈당                                                                                             | ±6                      | 민주정의당 146석 통일민주당 70석 신한민주당 20석 한국국민당 14석 민주한국당 3석 무소속 19석                                 |
| 1987년 10월 2일  | 신철균                                    | 한국국민당 → 무소속     | 강원 춘천시·춘성군·철원군·화천군        | 탈당                                                                                             | ±6                      | 민주정의당 146석 통일민주당 70석 신한민주당 20석 한국국민당 14석 민주한국당 3석 무소속 19석                                 |
| 1987년 10월 2일  | 김효영                                    | 한국국민당 → 무소속     | 강원 동해시·태백시·삼척군               | 탈당                                                                                             | ±6                      | 민주정의당 146석 통일민주당 70석 신한민주당 20석 한국국민당 14석 민주한국당 3석 무소속 19석                                 |
| 1987년 10월 2일  | 최재구                                    | 한국국민당 → 무소속     | 전국구                                  | 탈당                                                                                             | ±6                      | 민주정의당 146석 통일민주당 70석 신한민주당 20석 한국국민당 14석 민주한국당 3석 무소속 19석                                 |
| 1987년 10월 2일  | 조용직                                    | 한국국민당 → 무소속     | 전국구                                  | 탈당                                                                                             | ±6                      | 민주정의당 146석 통일민주당 70석 신한민주당 20석 한국국민당 14석 민주한국당 3석 무소속 19석                                 |
| 1987년 10월 13일 | 김옥선                                    | 신한민주당 → 무소속     | 충남 부여군·서천군·보령군               | 탈당                                                                                             | ±1                      | 민주정의당 146석 통일민주당 70석 신한민주당 19석 한국국민당 14석 민주한국당 3석 무소속 20석                                 |
| 1987년 10월 14일 | 김한수                                    | 신한민주당 → 무소속     | 충남 논산군·공주군                      | 탈당                                                                                             | ±1                      | 민주정의당 146석 통일민주당 70석 신한민주당 18석 한국국민당 14석 민주한국당 3석 무소속 21석                                 |
| 1987년 10월 29일 | 노승환                                    | 통일민주당 → 무소속     | 서울 마포구·용산구                      | 탈당                                                                                             | ±24                     | 민주정의당 146석 통일민주당 46석 신한민주당 18석 한국국민당 14석 민주한국당 3석 무소속 45석                                 |
| 1987년 10월 29일 | 김영배                                    | 통일민주당 → 무소속     | 서울 강서구                             | 탈당                                                                                             | ±24                     | 민주정의당 146석 통일민주당 46석 신한민주당 18석 한국국민당 14석 민주한국당 3석 무소속 45석                                 |
| 1987년 10월 29일 | 이중재                                    | 통일민주당 → 무소속     | 서울 강남구                             | 탈당                                                                                             | ±24                     | 민주정의당 146석 통일민주당 46석 신한민주당 18석 한국국민당 14석 민주한국당 3석 무소속 45석                                 |
| 1987년 10월 29일 | 류제연                                    | 통일민주당 → 무소속     | 인천 동구·북구                          | 탈당                                                                                             | ±24                     | 민주정의당 146석 통일민주당 46석 신한민주당 18석 한국국민당 14석 민주한국당 3석 무소속 45석                                 |
| 1987년 10월 29일 | 안동선                                    | 통일민주당 → 무소속     | 경기 부천시·김포군·강화군               | 탈당                                                                                             | ±24                     | 민주정의당 146석 통일민주당 46석 신한민주당 18석 한국국민당 14석 민주한국당 3석 무소속 45석                                 |
| 1987년 10월 29일 | 허경구                                    | 통일민주당 → 무소속     | 강원 속초시·양구군·인제군·고성군        | 탈당                                                                                             | ±24                     | 민주정의당 146석 통일민주당 46석 신한민주당 18석 한국국민당 14석 민주한국당 3석 무소속 45석                                 |
| 1987년 10월 29일 | 김현수                                    | 통일민주당 → 무소속     | 충북 청주시·청원군                      | 탈당                                                                                             | ±24                     | 민주정의당 146석 통일민주당 46석 신한민주당 18석 한국국민당 14석 민주한국당 3석 무소속 45석                                 |
| 1987년 10월 29일 | 이용희                                    | 통일민주당 → 무소속     | 충북 보은군·옥천군·영동군               | 탈당                                                                                             | ±24                     | 민주정의당 146석 통일민주당 46석 신한민주당 18석 한국국민당 14석 민주한국당 3석 무소속 45석                                 |
| 1987년 10월 29일 | 김성식                                    | 통일민주당 → 무소속     | 충남 청양군·홍성군·예산군               | 탈당                                                                                             | ±24                     | 민주정의당 146석 통일민주당 46석 신한민주당 18석 한국국민당 14석 민주한국당 3석 무소속 45석                                 |
| 1987년 10월 29일 | 김봉욱                                    | 통일민주당 → 무소속     | 전북 군산시·옥구군                      | 탈당                                                                                             | ±24                     | 민주정의당 146석 통일민주당 46석 신한민주당 18석 한국국민당 14석 민주한국당 3석 무소속 45석                                 |
| 1987년 10월 29일 | 김득수                                    | 통일민주당 → 무소속     | 전북 이리시·익산군                      | 탈당                                                                                             | ±24                     | 민주정의당 146석 통일민주당 46석 신한민주당 18석 한국국민당 14석 민주한국당 3석 무소속 45석                                 |
| 1987년 10월 29일 | 최락도                                    | 통일민주당 → 무소속     | 전북 부안군·김제군                      | 탈당                                                                                             | ±24                     | 민주정의당 146석 통일민주당 46석 신한민주당 18석 한국국민당 14석 민주한국당 3석 무소속 45석                                 |
| 1987년 10월 29일 | 신기하                                    | 통일민주당 → 무소속     | 전남 광주시 동구·북구                   | 탈당                                                                                             | ±24                     | 민주정의당 146석 통일민주당 46석 신한민주당 18석 한국국민당 14석 민주한국당 3석 무소속 45석                                 |
| 1987년 10월 29일 | 신순범                                    | 통일민주당 → 무소속     | 전남 여수시·여천군·광양군               | 탈당                                                                                             | ±24                     | 민주정의당 146석 통일민주당 46석 신한민주당 18석 한국국민당 14석 민주한국당 3석 무소속 45석                                 |
| 1987년 10월 29일 | 허경만                                    | 통일민주당 → 무소속     | 전남 순천시·구례군·승주군               | 탈당                                                                                             | ±24                     | 민주정의당 146석 통일민주당 46석 신한민주당 18석 한국국민당 14석 민주한국당 3석 무소속 45석                                 |
| 1987년 10월 29일 | 이재근                                    | 통일민주당 → 무소속     | 전남 금성시·광산군·나주군               | 탈당                                                                                             | ±24                     | 민주정의당 146석 통일민주당 46석 신한민주당 18석 한국국민당 14석 민주한국당 3석 무소속 45석                                 |
| 1987년 10월 29일 | 고재청                                    | 통일민주당 → 무소속     | 전남 담양군·곡성군·화순군               | 탈당                                                                                             | ±24                     | 민주정의당 146석 통일민주당 46석 신한민주당 18석 한국국민당 14석 민주한국당 3석 무소속 45석                                 |
| 1987년 10월 29일 | 유준상                                    | 통일민주당 → 무소속     | 전남 고흥군·보성군                      | 탈당                                                                                             | ±24                     | 민주정의당 146석 통일민주당 46석 신한민주당 18석 한국국민당 14석 민주한국당 3석 무소속 45석                                 |
| 1987년 10월 29일 | 이영권                                    | 통일민주당 → 무소속     | 전남 장흥군·강진군·영암군·완도군        | 탈당                                                                                             | ±24                     | 민주정의당 146석 통일민주당 46석 신한민주당 18석 한국국민당 14석 민주한국당 3석 무소속 45석                                 |
| 1987년 10월 29일 | 김봉호                                    | 통일민주당 → 무소속     | 전남 해남군·진도군                      | 탈당                                                                                             | ±24                     | 민주정의당 146석 통일민주당 46석 신한민주당 18석 한국국민당 14석 민주한국당 3석 무소속 45석                                 |
| 1987년 10월 29일 | 이진연                                    | 통일민주당 → 무소속     | 전남 영광군·함평군·장성군               | 탈당                                                                                             | ±24                     | 민주정의당 146석 통일민주당 46석 신한민주당 18석 한국국민당 14석 민주한국당 3석 무소속 45석                                 |
| 1987년 10월 29일 | 김용오                                    | 통일민주당 → 무소속     | 전국구(신한민주당)                      | 탈당                                                                                             | ±24                     | 민주정의당 146석 통일민주당 46석 신한민주당 18석 한국국민당 14석 민주한국당 3석 무소속 45석                                 |
| 1987년 10월 29일 | 최훈                                      | 통일민주당 → 무소속     | 전국구(신한민주당)                      | 탈당                                                                                             | ±24                     | 민주정의당 146석 통일민주당 46석 신한민주당 18석 한국국민당 14석 민주한국당 3석 무소속 45석                                 |
| 1987년 10월 29일 | 송현섭                                    | 통일민주당 → 무소속     | 전국구(민주한국당)                      | 탈당                                                                                             | ±24                     | 민주정의당 146석 통일민주당 46석 신한민주당 18석 한국국민당 14석 민주한국당 3석 무소속 45석                                 |
| 1987년 10월 30일 | 장기욱                                    | 통일민주당 → 무소속     | 충남 서산군·당진군                      | 탈당                                                                                             | ±1                      | 민주정의당 146석 통일민주당 45석 신한민주당 18석 한국국민당 14석 민주한국당 3석 무소속 46석                                 |
| 1987년 10월 31일 | 박실                                      | 통일민주당 → 무소속     | 서울 동작구                             | 탈당                                                                                             | ±1                      | 민주정의당 146석 통일민주당 44석 신한민주당 18석 한국국민당 14석 민주한국당 3석 무소속 47석                                 |
| 1987년 11월 2일  | 김한수                                    | 무소속 → 통일민주당     | 충남 논산군·공주군                      | 입당                                                                                             | ±1                      | 민주정의당 146석 통일민주당 45석 신한민주당 18석 한국국민당 14석 민주한국당 3석 무소속 46석                                 |
| 1987년 11월 3일  | 박한상                                    | 무소속 → 통일민주당     | 서울 영등포구                           | 입당                                                                                             | ±1                      | 민주정의당 146석 통일민주당 47석 신한민주당 17석 한국국민당 14석 민주한국당 3석 무소속 45석                                 |
| 1987년 11월 3일  | 박해충                                    | 신한민주당 → 통일민주당 | 전국구(민주한국당)                      | 당적변경                                                                                         | ±1                      | 민주정의당 146석 통일민주당 47석 신한민주당 17석 한국국민당 14석 민주한국당 3석 무소속 45석                                 |
| 1987년 11월 5일  | 이건일                                    | 신한민주당 → 통일민주당 | 부산 동래구                             | 당적변경                                                                                         | ±1                      | 민주정의당 146석 통일민주당 51석 신한민주당 15석 한국국민당 14석 민주한국당 3석 무소속 43석                                 |
| 1987년 11월 5일  | 이기택                                    | 무소속 → 통일민주당     | 부산 남구·해운대구                      | 입당                                                                                             | ±3                      | 민주정의당 146석 통일민주당 51석 신한민주당 15석 한국국민당 14석 민주한국당 3석 무소속 43석                                 |
| 1987년 11월 5일  | 정재문                                    | 무소속 → 통일민주당     | 전국구(신한민주당)                      | 입당                                                                                             | ±3                      | 민주정의당 146석 통일민주당 51석 신한민주당 15석 한국국민당 14석 민주한국당 3석 무소속 43석                                 |
| 1987년 11월 5일  | 신병열                                    | 무소속 → 통일민주당     | 전국구(신한민주당)                      | 입당                                                                                             | ±3                      | 민주정의당 146석 통일민주당 51석 신한민주당 15석 한국국민당 14석 민주한국당 3석 무소속 43석                                 |
| 1987년 11월 5일  | 한석봉                                    | 신한민주당 → 무소속     | 전국구                                  | 탈당                                                                                             | ±1                      | 민주정의당 146석 통일민주당 51석 신한민주당 15석 한국국민당 14석 민주한국당 3석 무소속 43석                                 |
| 1987년 11월 6일  | 이철                                      | 통일민주당 → 무소속     | 서울 성북구                             | 탈당                                                                                             | ±4                      | 민주정의당 146석 통일민주당 47석 신한민주당 13석 한국국민당 5석 민주한국당 3석 무소속 58석                                  |
| 1987년 11월 6일  | 조순형                                    | 통일민주당 → 무소속     | 서울 도봉구                             | 탈당                                                                                             | ±4                      | 민주정의당 146석 통일민주당 47석 신한민주당 13석 한국국민당 5석 민주한국당 3석 무소속 58석                                  |
| 1987년 11월 6일  | 박찬종                                    | 통일민주당 → 무소속     | 부산 중구·동구·영도구                   | 탈당                                                                                             | ±4                      | 민주정의당 146석 통일민주당 47석 신한민주당 13석 한국국민당 5석 민주한국당 3석 무소속 58석                                  |
| 1987년 11월 6일  | 홍사덕                                    | 통일민주당 → 무소속     | 경북 영주시·영풍군·영양군·봉화군        | 탈당                                                                                             | ±4                      | 민주정의당 146석 통일민주당 47석 신한민주당 13석 한국국민당 5석 민주한국당 3석 무소속 58석                                  |
| 1987년 11월 6일  | 함종한                                    | 한국국민당 → 무소속     | 강원 원주시·원성군·홍천군·횡성군        | 탈당                                                                                             | ±9                      | 민주정의당 146석 통일민주당 47석 신한민주당 13석 한국국민당 5석 민주한국당 3석 무소속 58석                                  |
| 1987년 11월 6일  | 이봉모                                    | 한국국민당 → 무소속     | 강원 강릉시·명주군·양양군               | 탈당                                                                                             | ±9                      | 민주정의당 146석 통일민주당 47석 신한민주당 13석 한국국민당 5석 민주한국당 3석 무소속 58석                                  |
| 1987년 11월 6일  | 신민선                                    | 한국국민당 → 무소속     | 강원 영월군·평창군·정선군               | 탈당                                                                                             | ±9                      | 민주정의당 146석 통일민주당 47석 신한민주당 13석 한국국민당 5석 민주한국당 3석 무소속 58석                                  |
| 1987년 11월 6일  | 김광수                                    | 한국국민당 → 무소속     | 전남 진안군·무주군·장수군               | 탈당                                                                                             | ±9                      | 민주정의당 146석 통일민주당 47석 신한민주당 13석 한국국민당 5석 민주한국당 3석 무소속 58석                                  |
| 1987년 11월 6일  | 최용안                                    | 한국국민당 → 무소속     | 전남 남원시·임실군·남원군·순창군        | 탈당                                                                                             | ±9                      | 민주정의당 146석 통일민주당 47석 신한민주당 13석 한국국민당 5석 민주한국당 3석 무소속 58석                                  |
| 1987년 11월 6일  | 김일윤                                    | 한국국민당 → 무소속     | 경북 경주시·월성군·청도군               | 탈당                                                                                             | ±9                      | 민주정의당 146석 통일민주당 47석 신한민주당 13석 한국국민당 5석 민주한국당 3석 무소속 58석                                  |
| 1987년 11월 6일  | 김영생                                    | 한국국민당 → 무소속     | 경북 안동시·안동군·의성군               | 탈당                                                                                             | ±9                      | 민주정의당 146석 통일민주당 47석 신한민주당 13석 한국국민당 5석 민주한국당 3석 무소속 58석                                  |
| 1987년 11월 6일  | 양정규                                    | 한국국민당 → 무소속     | 제주 제주시·서귀포시·북제주군·남제주군  | 탈당                                                                                             | ±9                      | 민주정의당 146석 통일민주당 47석 신한민주당 13석 한국국민당 5석 민주한국당 3석 무소속 58석                                  |
| 1987년 11월 6일  | 황대봉                                    | 한국국민당 → 무소속     | 전국구                                  | 탈당                                                                                             | ±9                      | 민주정의당 146석 통일민주당 47석 신한민주당 13석 한국국민당 5석 민주한국당 3석 무소속 58석                                  |
| 1987년 11월 6일  | 서종열                                    | 신한민주당 → 무소속     | 경북 포항시·영일군·울릉군               | 탈당                                                                                             | ±2                      | 민주정의당 146석 통일민주당 47석 신한민주당 13석 한국국민당 5석 민주한국당 3석 무소속 58석                                  |
| 1987년 11월 6일  | 신달수                                    | 신한민주당 → 무소속     | 전국구                                  | 탈당                                                                                             | ±2                      | 민주정의당 146석 통일민주당 47석 신한민주당 13석 한국국민당 5석 민주한국당 3석 무소속 58석                                  |
| 1987년 11월 8일  | 김재광                                    | 무소속 → 통일민주당     | 서울 서대문구·은평구                    | 입당                                                                                             | ±3                      | 민주정의당 146석 통일민주당 50석 신한민주당 13석 한국국민당 5석 민주한국당 3석 무소속 55석                                  |
| 1987년 11월 8일  | 서종열                                    | 무소속 → 통일민주당     | 경북 포항시·영일군·울릉군               | 입당                                                                                             | ±3                      | 민주정의당 146석 통일민주당 50석 신한민주당 13석 한국국민당 5석 민주한국당 3석 무소속 55석                                  |
| 1987년 11월 8일  | 한석봉                                    | 무소속 → 통일민주당     | 전국구                                  | 입당                                                                                             | ±3                      | 민주정의당 146석 통일민주당 50석 신한민주당 13석 한국국민당 5석 민주한국당 3석 무소속 55석                                  |
| 1987년 11월 10일 | 함종한                                    | 무소속 → 민주정의당     | 강원 원주시·원성군·홍천군·횡성군        | 입당                                                                                             | ±8                      | 민주정의당 154석 통일민주당 50석 신한민주당 13석 한국국민당 5석 민주한국당 3석 무소속 47석                                  |
| 1987년 11월 10일 | 이봉모                                    | 무소속 → 민주정의당     | 강원 강릉시·명주군·양양군               | 입당                                                                                             | ±8                      | 민주정의당 154석 통일민주당 50석 신한민주당 13석 한국국민당 5석 민주한국당 3석 무소속 47석                                  |
| 1987년 11월 10일 | 신민선                                    | 무소속 → 민주정의당     | 강원 영월군·평창군·정선군               | 입당                                                                                             | ±8                      | 민주정의당 154석 통일민주당 50석 신한민주당 13석 한국국민당 5석 민주한국당 3석 무소속 47석                                  |
| 1987년 11월 10일 | 김광수                                    | 무소속 → 민주정의당     | 전남 진안군·무주군·장수군               | 입당                                                                                             | ±8                      | 민주정의당 154석 통일민주당 50석 신한민주당 13석 한국국민당 5석 민주한국당 3석 무소속 47석                                  |
| 1987년 11월 10일 | 최용안                                    | 무소속 → 민주정의당     | 전남 남원시·임실군·남원군·순창군        | 입당                                                                                             | ±8                      | 민주정의당 154석 통일민주당 50석 신한민주당 13석 한국국민당 5석 민주한국당 3석 무소속 47석                                  |
| 1987년 11월 10일 | 김일윤                                    | 무소속 → 민주정의당     | 경북 경주시·월성군·청도군               | 입당                                                                                             | ±8                      | 민주정의당 154석 통일민주당 50석 신한민주당 13석 한국국민당 5석 민주한국당 3석 무소속 47석                                  |
| 1987년 11월 10일 | 김영생                                    | 무소속 → 민주정의당     | 경북 안동시·안동군·의성군               | 입당                                                                                             | ±8                      | 민주정의당 154석 통일민주당 50석 신한민주당 13석 한국국민당 5석 민주한국당 3석 무소속 47석                                  |
| 1987년 11월 10일 | 양정규                                    | 무소속 → 민주정의당     | 제주 제주시·서귀포시·북제주군·남제주군  | 입당                                                                                             | ±8                      | 민주정의당 154석 통일민주당 50석 신한민주당 13석 한국국민당 5석 민주한국당 3석 무소속 47석                                  |
| 1987년 11월 11일 | 강경식                                    | 무소속 → 신민주공화당   | 부산 부산진구                           | 신민주공화당 창당                                                                                | ±6                      | 민주정의당 154석 통일민주당 50석 신한민주당 13석 신민주공화당 6석 한국국민당 5석 민주한국당 3석 무소속 41석                 |
| 1987년 11월 11일 | 김용채                                    | 무소속 → 신민주공화당   | 경기 연천군·포천군·가평군               | 신민주공화당 창당                                                                                | ±6                      | 민주정의당 154석 통일민주당 50석 신한민주당 13석 신민주공화당 6석 한국국민당 5석 민주한국당 3석 무소속 41석                 |
| 1987년 11월 11일 | 신철균                                    | 무소속 → 신민주공화당   | 강원 춘천시·춘성군·철원군·화천군        | 신민주공화당 창당                                                                                | ±6                      | 민주정의당 154석 통일민주당 50석 신한민주당 13석 신민주공화당 6석 한국국민당 5석 민주한국당 3석 무소속 41석                 |
| 1987년 11월 11일 | 김효영                                    | 무소속 → 신민주공화당   | 강원 동해시·태백시·삼척군               | 신민주공화당 창당                                                                                | ±6                      | 민주정의당 154석 통일민주당 50석 신한민주당 13석 신민주공화당 6석 한국국민당 5석 민주한국당 3석 무소속 41석                 |
| 1987년 11월 11일 | 최재구                                    | 무소속 → 신민주공화당   | 전국구(한국국민당)                      | 신민주공화당 창당                                                                                | ±6                      | 민주정의당 154석 통일민주당 50석 신한민주당 13석 신민주공화당 6석 한국국민당 5석 민주한국당 3석 무소속 41석                 |
| 1987년 11월 11일 | 조용직                                    | 무소속 → 신민주공화당   | 전국구(한국국민당)                      | 신민주공화당 창당                                                                                | ±6                      | 민주정의당 154석 통일민주당 50석 신한민주당 13석 신민주공화당 6석 한국국민당 5석 민주한국당 3석 무소속 41석                 |
| 1987년 11월 12일 | 정시봉                                    | 한국국민당 → 무소속     | 전국구                                  | 탈당                                                                                             | ±1                      | 민주정의당 154석 통일민주당 50석 신한민주당 13석 신민주공화당 6석 한국국민당 4석 민주한국당 3석 무소속 42석                 |
| 1987년 11월 13일 | 노승환                                    | 무소속 → 평화민주당     | 서울 마포구·용산구                      | 평화민주당 창당                                                                                  | ±27                     | 민주정의당 154석 통일민주당 51석 평화민주당 27석 신한민주당 13석 신민주공화당 6석 한국국민당 4석 민주한국당 3석 무소속 14석 |
| 1987년 11월 13일 | 김영배                                    | 무소속 → 평화민주당     | 서울 강서구                             | 평화민주당 창당                                                                                  | ±27                     | 민주정의당 154석 통일민주당 51석 평화민주당 27석 신한민주당 13석 신민주공화당 6석 한국국민당 4석 민주한국당 3석 무소속 14석 |
| 1987년 11월 13일 | 이중재                                    | 무소속 → 평화민주당     | 서울 강남구                             | 평화민주당 창당                                                                                  | ±27                     | 민주정의당 154석 통일민주당 51석 평화민주당 27석 신한민주당 13석 신민주공화당 6석 한국국민당 4석 민주한국당 3석 무소속 14석 |
| 1987년 11월 13일 | 류제연                                    | 무소속 → 평화민주당     | 인천 동구·북구                          | 평화민주당 창당                                                                                  | ±27                     | 민주정의당 154석 통일민주당 51석 평화민주당 27석 신한민주당 13석 신민주공화당 6석 한국국민당 4석 민주한국당 3석 무소속 14석 |
| 1987년 11월 13일 | 안동선                                    | 무소속 → 평화민주당     | 경기 부천시·김포군·강화군               | 평화민주당 창당                                                                                  | ±27                     | 민주정의당 154석 통일민주당 51석 평화민주당 27석 신한민주당 13석 신민주공화당 6석 한국국민당 4석 민주한국당 3석 무소속 14석 |
| 1987년 11월 13일 | 허경구                                    | 무소속 → 평화민주당     | 강원 속초시·양구군·인제군·고성군        | 평화민주당 창당                                                                                  | ±27                     | 민주정의당 154석 통일민주당 51석 평화민주당 27석 신한민주당 13석 신민주공화당 6석 한국국민당 4석 민주한국당 3석 무소속 14석 |
| 1987년 11월 13일 | 김현수                                    | 무소속 → 평화민주당     | 충북 청주시·청원군                      | 평화민주당 창당                                                                                  | ±27                     | 민주정의당 154석 통일민주당 51석 평화민주당 27석 신한민주당 13석 신민주공화당 6석 한국국민당 4석 민주한국당 3석 무소속 14석 |
| 1987년 11월 13일 | 이용희                                    | 무소속 → 평화민주당     | 충북 보은군·옥천군·영동군               | 평화민주당 창당                                                                                  | ±27                     | 민주정의당 154석 통일민주당 51석 평화민주당 27석 신한민주당 13석 신민주공화당 6석 한국국민당 4석 민주한국당 3석 무소속 14석 |
| 1987년 11월 13일 | 김성식                                    | 무소속 → 평화민주당     | 충남 청양군·홍성군·예산군               | 평화민주당 창당                                                                                  | ±27                     | 민주정의당 154석 통일민주당 51석 평화민주당 27석 신한민주당 13석 신민주공화당 6석 한국국민당 4석 민주한국당 3석 무소속 14석 |
| 1987년 11월 13일 | 김봉욱                                    | 무소속 → 평화민주당     | 전북 군산시·옥구군                      | 평화민주당 창당                                                                                  | ±27                     | 민주정의당 154석 통일민주당 51석 평화민주당 27석 신한민주당 13석 신민주공화당 6석 한국국민당 4석 민주한국당 3석 무소속 14석 |
| 1987년 11월 13일 | 김득수                                    | 무소속 → 평화민주당     | 전북 이리시·익산군                      | 평화민주당 창당                                                                                  | ±27                     | 민주정의당 154석 통일민주당 51석 평화민주당 27석 신한민주당 13석 신민주공화당 6석 한국국민당 4석 민주한국당 3석 무소속 14석 |
| 1987년 11월 13일 | 최락도                                    | 무소속 → 평화민주당     | 전북 부안군·김제군                      | 평화민주당 창당                                                                                  | ±27                     | 민주정의당 154석 통일민주당 51석 평화민주당 27석 신한민주당 13석 신민주공화당 6석 한국국민당 4석 민주한국당 3석 무소속 14석 |
| 1987년 11월 13일 | 신기하                                    | 무소속 → 평화민주당     | 전남 광주시 동구·북구                   | 평화민주당 창당                                                                                  | ±27                     | 민주정의당 154석 통일민주당 51석 평화민주당 27석 신한민주당 13석 신민주공화당 6석 한국국민당 4석 민주한국당 3석 무소속 14석 |
| 1987년 11월 13일 | 신순범                                    | 무소속 → 평화민주당     | 전남 여수시·여천군·광양군               | 평화민주당 창당                                                                                  | ±27                     | 민주정의당 154석 통일민주당 51석 평화민주당 27석 신한민주당 13석 신민주공화당 6석 한국국민당 4석 민주한국당 3석 무소속 14석 |
| 1987년 11월 13일 | 허경만                                    | 무소속 → 평화민주당     | 전남 순천시·구례군·승주군               | 평화민주당 창당                                                                                  | ±27                     | 민주정의당 154석 통일민주당 51석 평화민주당 27석 신한민주당 13석 신민주공화당 6석 한국국민당 4석 민주한국당 3석 무소속 14석 |
| 1987년 11월 13일 | 이재근                                    | 무소속 → 평화민주당     | 전남 금성시·광산군·나주군               | 평화민주당 창당                                                                                  | ±27                     | 민주정의당 154석 통일민주당 51석 평화민주당 27석 신한민주당 13석 신민주공화당 6석 한국국민당 4석 민주한국당 3석 무소속 14석 |
| 1987년 11월 13일 | 고재청                                    | 무소속 → 평화민주당     | 전남 담양군·곡성군·화순군               | 평화민주당 창당                                                                                  | ±27                     | 민주정의당 154석 통일민주당 51석 평화민주당 27석 신한민주당 13석 신민주공화당 6석 한국국민당 4석 민주한국당 3석 무소속 14석 |
| 1987년 11월 13일 | 유준상                                    | 무소속 → 평화민주당     | 전남 고흥군·보성군                      | 평화민주당 창당                                                                                  | ±27                     | 민주정의당 154석 통일민주당 51석 평화민주당 27석 신한민주당 13석 신민주공화당 6석 한국국민당 4석 민주한국당 3석 무소속 14석 |
| 1987년 11월 13일 | 이영권                                    | 무소속 → 평화민주당     | 전남 장흥군·강진군·영암군·완도군        | 평화민주당 창당                                                                                  | ±27                     | 민주정의당 154석 통일민주당 51석 평화민주당 27석 신한민주당 13석 신민주공화당 6석 한국국민당 4석 민주한국당 3석 무소속 14석 |
| 1987년 11월 13일 | 김봉호                                    | 무소속 → 평화민주당     | 전남 해남군·진도군                      | 평화민주당 창당                                                                                  | ±27                     | 민주정의당 154석 통일민주당 51석 평화민주당 27석 신한민주당 13석 신민주공화당 6석 한국국민당 4석 민주한국당 3석 무소속 14석 |
| 1987년 11월 13일 | 이진연                                    | 무소속 → 평화민주당     | 전남 영광군·함평군·장성군               | 평화민주당 창당                                                                                  | ±27                     | 민주정의당 154석 통일민주당 51석 평화민주당 27석 신한민주당 13석 신민주공화당 6석 한국국민당 4석 민주한국당 3석 무소속 14석 |
| 1987년 11월 13일 | 임춘원                                    | 무소속 → 평화민주당     | 전국구(신한민주당)                      | 평화민주당 창당                                                                                  | ±27                     | 민주정의당 154석 통일민주당 51석 평화민주당 27석 신한민주당 13석 신민주공화당 6석 한국국민당 4석 민주한국당 3석 무소속 14석 |
| 1987년 11월 13일 | 이길범                                    | 무소속 → 평화민주당     | 전국구(신한민주당)                      | 평화민주당 창당                                                                                  | ±27                     | 민주정의당 154석 통일민주당 51석 평화민주당 27석 신한민주당 13석 신민주공화당 6석 한국국민당 4석 민주한국당 3석 무소속 14석 |
| 1987년 11월 13일 | 김용오                                    | 무소속 → 평화민주당     | 전국구(신한민주당)                      | 평화민주당 창당                                                                                  | ±27                     | 민주정의당 154석 통일민주당 51석 평화민주당 27석 신한민주당 13석 신민주공화당 6석 한국국민당 4석 민주한국당 3석 무소속 14석 |
| 1987년 11월 13일 | 장충준                                    | 무소속 → 평화민주당     | 전국구(신한민주당)                      | 평화민주당 창당                                                                                  | ±27                     | 민주정의당 154석 통일민주당 51석 평화민주당 27석 신한민주당 13석 신민주공화당 6석 한국국민당 4석 민주한국당 3석 무소속 14석 |
| 1987년 11월 13일 | 최훈                                      | 무소속 → 평화민주당     | 전국구(신한민주당)                      | 평화민주당 창당                                                                                  | ±27                     | 민주정의당 154석 통일민주당 51석 평화민주당 27석 신한민주당 13석 신민주공화당 6석 한국국민당 4석 민주한국당 3석 무소속 14석 |
| 1987년 11월 13일 | 송현섭                                    | 무소속 → 평화민주당     | 전국구(민주한국당)                      | 평화민주당 창당                                                                                  | ±27                     | 민주정의당 154석 통일민주당 51석 평화민주당 27석 신한민주당 13석 신민주공화당 6석 한국국민당 4석 민주한국당 3석 무소속 14석 |
| 1987년 11월 13일 | 조연하                                    | 무소속 → 통일민주당     | 서울 구로구                             | 입당                                                                                             | ±1                      | 민주정의당 154석 통일민주당 51석 평화민주당 27석 신한민주당 13석 신민주공화당 6석 한국국민당 4석 민주한국당 3석 무소속 14석 |
| 1987년 11월 14일 | 유갑종                                    | 신한민주당 → 무소속     | 전북 정주시·정읍군·고창군               | 탈당                                                                                             | ±1                      | 민주정의당 154석 통일민주당 51석 평화민주당 27석 신한민주당 12석 신민주공화당 6석 한국국민당 4석 민주한국당 3석 무소속 15석 |
| 1987년 11월 17일 | 유한열                                    | 신한민주당 → 통일민주당 | 충남 금산군·대덕군·연기군               | 당적변경                                                                                         | ±1                      | 민주정의당 154석 통일민주당 52석 평화민주당 27석 신한민주당 11석 신민주공화당 6석 한국국민당 4석 민주한국당 3석 무소속 15석 |
| 1987년 11월 18일 | 이태구                                    | 신한민주당 → 무소속     | 전국구(민주한국당)                      | 탈당                                                                                             | ±1                      | 민주정의당 154석 통일민주당 52석 평화민주당 27석 신한민주당 10석 신민주공화당 6석 한국국민당 4석 민주한국당 3석 무소속 16석 |
| 1987년 11월 20일 | 이민우                                    | 신한민주당              | 종로구·중구                             | 사퇴                                                                                             | -1                      | 민주정의당 154석 통일민주당 52석 평화민주당 27석 신한민주당 9석 신민주공화당 6석 한국국민당 4석 민주한국당 3석 무소속 16석  |
| 1987년 11월 24일 | 정재원                                    | 신한민주당 → 민주정의당 | 충남 천안시·천원군·아산군               | 당적변경                                                                                         | ±3                      | 민주정의당 160석 통일민주당 52석 평화민주당 27석 신한민주당 6석 신민주공화당 6석 한국국민당 4석 민주한국당 2석 무소속 14석  |
| 1987년 11월 24일 | 신경설                                    | 신한민주당 → 민주정의당 | 전국구                                  | 당적변경                                                                                         | ±3                      | 민주정의당 160석 통일민주당 52석 평화민주당 27석 신한민주당 6석 신민주공화당 6석 한국국민당 4석 민주한국당 2석 무소속 14석  |
| 1987년 11월 24일 | 최운지                                    | 신한민주당 → 민주정의당 | 전국구(민주한국당)                      | 당적변경                                                                                         | ±3                      | 민주정의당 160석 통일민주당 52석 평화민주당 27석 신한민주당 6석 신민주공화당 6석 한국국민당 4석 민주한국당 2석 무소속 14석  |
| 1987년 11월 24일 | 이용택                                    | 무소속 → 민주정의당     | 경북 달성군·고령군·성주군               | 입당                                                                                             | ±2                      | 민주정의당 160석 통일민주당 52석 평화민주당 27석 신한민주당 6석 신민주공화당 6석 한국국민당 4석 민주한국당 2석 무소속 14석  |
| 1987년 11월 24일 | 황병우                                    | 무소속 → 민주정의당     | 경북 영덕군·청송군·울진군               | 입당                                                                                             | ±2                      | 민주정의당 160석 통일민주당 52석 평화민주당 27석 신한민주당 6석 신민주공화당 6석 한국국민당 4석 민주한국당 2석 무소속 14석  |
| 1987년 11월 24일 | 손태곤                                    | 민주한국당 → 민주정의당 | 전국구                                  | 당적변경                                                                                         | ±1                      | 민주정의당 160석 통일민주당 52석 평화민주당 27석 신한민주당 6석 신민주공화당 6석 한국국민당 4석 민주한국당 2석 무소속 14석  |
| 1987년 12월      | 임종기                                    | 신한민주당 → 무소속     | 전남 목포시·무안군·신안군               | 탈당                                                                                             | ±1                      | 민주정의당 160석 통일민주당 52석 평화민주당 27석 신민주공화당 6석 신한민주당 5석 한국국민당 4석 민주한국당 2석 무소속 14석  |
| 1987년 12월 20일 | 노태우 → 정동윤                           | 민주정의당              | 전국구                                  | 노태우 대통령 당선으로 사퇴 정동윤 승계                                                          |                         | 민주정의당 160석 통일민주당 52석 평화민주당 27석 신민주공화당 6석 신한민주당 5석 한국국민당 4석 민주한국당 2석 무소속 14석  |
| 1988년 1월 18일  | 이택돈                                    | 신한민주당 → 민주정의당 | 경기 안양시·광명시·시흥군·옹진군        | 당적변경                                                                                         | ±2                      | 민주정의당 162석 통일민주당 52석 평화민주당 27석 신민주공화당 6석 신한민주당 3석 한국국민당 4석 민주한국당 2석 무소속 14석  |
| 1988년 1월 18일  | 이택희                                    | 신한민주당 → 민주정의당 | 충북 충주시·제천시·중원군·제원군·단양군 | 당적변경                                                                                         | ±2                      | 민주정의당 162석 통일민주당 52석 평화민주당 27석 신민주공화당 6석 신한민주당 3석 한국국민당 4석 민주한국당 2석 무소속 14석  |
| 1988년 1월 19일  | 이대엽                                    | 한국국민당 → 무소속     | 경기 성남시·광주군                      | 탈당                                                                                             | ±3                      | 민주정의당 162석 통일민주당 52석 평화민주당 27석 신민주공화당 6석 신한민주당 3석 민주한국당 2석 한국국민당 1석 무소속 17석  |
| 1988년 1월 19일  | 문병하                                    | 한국국민당 → 무소속     | 전국구                                  | 탈당                                                                                             | ±3                      | 민주정의당 162석 통일민주당 52석 평화민주당 27석 신민주공화당 6석 신한민주당 3석 민주한국당 2석 한국국민당 1석 무소속 17석  |
| 1988년 1월 19일  | 김규원                                    | 한국국민당 → 무소속     | 전국구                                  | 탈당                                                                                             | ±3                      | 민주정의당 162석 통일민주당 52석 평화민주당 27석 신민주공화당 6석 신한민주당 3석 민주한국당 2석 한국국민당 1석 무소속 17석  |
| 1988년 1월 26일  | 류제연                                    | 평화민주당 → 무소속     | 인천 동구·북구                          | 탈당                                                                                             | ±4                      | 민주정의당 162석 통일민주당 52석 평화민주당 23석 신민주공화당 6석 신한민주당 3석 민주한국당 2석 한국국민당 1석 무소속 21석  |
| 1988년 1월 26일  | 김현수                                    | 평화민주당 → 무소속     | 충북 청주시·청원군                      | 탈당                                                                                             | ±4                      | 민주정의당 162석 통일민주당 52석 평화민주당 23석 신민주공화당 6석 신한민주당 3석 민주한국당 2석 한국국민당 1석 무소속 21석  |
| 1988년 1월 26일  | 김성식                                    | 평화민주당 → 무소속     | 충남 청양군·홍성군·예산군               | 탈당                                                                                             | ±4                      | 민주정의당 162석 통일민주당 52석 평화민주당 23석 신민주공화당 6석 신한민주당 3석 민주한국당 2석 한국국민당 1석 무소속 21석  |
| 1988년 1월 26일  | 장기욱                                    | 평화민주당 → 무소속     | 충남 서산군·당진군                      | 탈당                                                                                             | ±4                      | 민주정의당 162석 통일민주당 52석 평화민주당 23석 신민주공화당 6석 신한민주당 3석 민주한국당 2석 한국국민당 1석 무소속 21석  |
| 1988년 2월 2일   | 이대엽                                    | 무소속 → 신민주공화당   | 경기 성남시·광주군                      | 입당                                                                                             | ±2                      | 민주정의당 162석 통일민주당 55석 평화민주당 23석 신민주공화당 8석 신한민주당 3석 민주한국당 2석 한국국민당 1석 무소속 16석  |
| 1988년 2월 2일   | 김규원                                    | 무소속 → 신민주공화당   | 전국구(한국국민당)                      | 입당                                                                                             | ±2                      | 민주정의당 162석 통일민주당 55석 평화민주당 23석 신민주공화당 8석 신한민주당 3석 민주한국당 2석 한국국민당 1석 무소속 16석  |
| 1988년 2월 2일   | 류제연                                    | 무소속 → 통일민주당     | 인천 동구·북구                          | 입당                                                                                             | ±3                      | 민주정의당 162석 통일민주당 55석 평화민주당 23석 신민주공화당 8석 신한민주당 3석 민주한국당 2석 한국국민당 1석 무소속 16석  |
| 1988년 2월 2일   | 김현수                                    | 무소속 → 통일민주당     | 충북 청주시·청원군                      | 입당                                                                                             | ±3                      | 민주정의당 162석 통일민주당 55석 평화민주당 23석 신민주공화당 8석 신한민주당 3석 민주한국당 2석 한국국민당 1석 무소속 16석  |
| 1988년 2월 2일   | 김성식                                    | 무소속 → 통일민주당     | 충남 청양군·홍성군·예산군               | 입당                                                                                             | ±3                      | 민주정의당 162석 통일민주당 55석 평화민주당 23석 신민주공화당 8석 신한민주당 3석 민주한국당 2석 한국국민당 1석 무소속 16석  |
| 1988년 3월 15일  | 김완태                                    | 통일민주당 → 무소속     | 충북 진천군·괴산군·음성군               | 탈당                                                                                             | ±1                      | 민주정의당 162석 통일민주당 54석 평화민주당 22석 신민주공화당 8석 신한민주당 3석 민주한국당 2석 한국국민당 1석 무소속 18석  |
| 1988년 3월 15일  | 고재청                                    | 평화민주당 → 무소속     | 전남 담양군·곡성군·화순군               | 탈당                                                                                             | ±1                      | 민주정의당 162석 통일민주당 54석 평화민주당 22석 신민주공화당 8석 신한민주당 3석 민주한국당 2석 한국국민당 1석 무소속 18석  |
| 1988년 3월 18일  | 임종기                                    | 무소속 → 평화민주당     | 전남 목포시·무안군·신안군               | 입당                                                                                             | ±1                      | 민주정의당 162석 통일민주당 54석 평화민주당 23석 신민주공화당 8석 신한민주당 3석 민주한국당 2석 한국국민당 1석 무소속 17석  |
| 1988년 3월 19일  | 최용안                                    | 민주정의당 → 무소속     | 전남 남원시·임실군·남원군·순창군        | 탈당                                                                                             | ±1                      | 민주정의당 161석 통일민주당 54석 평화민주당 23석 신민주공화당 8석 신한민주당 3석 민주한국당 2석 한국국민당 1석 무소속 18석  |
| 1988년 3월 26일  | 김완태                                    | 무소속 → 민주정의당     | 충북 진천군·괴산군·음성군               | 입당                                                                                             | ±1                      | 민주정의당 162석 통일민주당 54석 평화민주당 23석 신민주공화당 8석 신한민주당 3석 민주한국당 2석 한국국민당 1석 무소속 17석  |
| 1988년 3월 28일  | 박해충                                    | 통일민주당 → 무소속     | 전국구(민주한국당)                      | 탈당                                                                                             | ±1                      | 민주정의당 162석 통일민주당 53석 평화민주당 23석 신민주공화당 8석 신한민주당 3석 민주한국당 2석 한국국민당 1석 무소속 18석  |
| 1988년 3월 29일  | 박한상                                    | 통일민주당 → 무소속     | 서울 영등포구                           | 탈당                                                                                             | ±1                      | 민주정의당 162석 통일민주당 52석 평화민주당 23석 신민주공화당 8석 신한민주당 3석 민주한국당 2석 한국국민당 1석 무소속 19석  |
| 1988년 3월 29일  | 이건일                                    | 통일민주당 → 무소속     | 부산 동래구                             | 탈당                                                                                             | ±2                      | 민주정의당 162석 통일민주당 50석 평화민주당 23석 신민주공화당 8석 신한민주당 3석 민주한국당 2석 한국국민당 1석 무소속 21석  |
| 1988년 3월 29일  | 서종열                                    | 통일민주당 → 무소속     | 경북 포항시·영일군·울릉군               | 탈당                                                                                             | ±2                      | 민주정의당 162석 통일민주당 50석 평화민주당 23석 신민주공화당 8석 신한민주당 3석 민주한국당 2석 한국국민당 1석 무소속 21석  |
| 1988년 3월 29일  | 김학준 → 심국무                           | 민주정의당              | 전국구                                  | 탈당                                                                                             | 김학준 사퇴 심국무 승계 | 민주정의당 162석 통일민주당 50석 평화민주당 23석 신민주공화당 8석 신한민주당 3석 민주한국당 2석 한국국민당 1석 무소속 21석  |
| 1988년 4월 2일   | 박규식                                    | 민주정의당 → 무소속     | 경기 부천시·김포군·강화군               | 탈당                                                                                             | ±1                      | 민주정의당 161석 통일민주당 50석 평화민주당 23석 신민주공화당 8석 신한민주당 3석 민주한국당 2석 한국국민당 1석 무소속 22석  |
| 1988년 4월 3일   | 이건일                                    | 무소속 → 신민주공화당   | 부산 동래구                             | 입당                                                                                             | ±1                      | 민주정의당 161석 통일민주당 50석 평화민주당 23석 신민주공화당 9석 신한민주당 3석 민주한국당 2석 한국국민당 1석 무소속 21석  |
| 1988년 4월 5일   | 정휘동                                    | 민주정의당 → 무소속     | 전국구                                  | 탈당                                                                                             | ±1                      | 민주정의당 160석 통일민주당 50석 평화민주당 23석 신민주공화당 9석 신한민주당 3석 민주한국당 2석 한국국민당 1석 무소속 22석  |
| 1988년 4월 21일  | 이길범                                    | 평화민주당 → 무소속     | 전국구(신한민주당)                      | 탈당                                                                                             | ±1                      | 민주정의당 160석 통일민주당 50석 평화민주당 22석 신민주공화당 9석 신한민주당 3석 민주한국당 2석 한국국민당 1석 무소속 23석  |
| 1988년 4월 26일  |                                           | 신한민주당 → 무소속     |                                         | 총선 득표율 미달로 정당 등록 취소                                                                |                         | 민주정의당 160석 통일민주당 50석 평화민주당 22석 신민주공화당 9석 무소속 29석                                               |
| 1988년 4월 26일  | 민주한국당 → 무소속                       |                         |                                         | 총선 득표율 미달로 정당 등록 취소                                                                |                         | 민주정의당 160석 통일민주당 50석 평화민주당 22석 신민주공화당 9석 무소속 29석                                               |
| 1988년 4월 26일  | 한국국민당 → 무소속                       |                         |                                         | 총선 득표율 미달로 정당 등록 취소                                                                |                         | 민주정의당 160석 통일민주당 50석 평화민주당 22석 신민주공화당 9석 무소속 29석                                               |
| 1988년 5월 11일  | 박동진 → 김종렬                           | 민주정의당              | 전국구                                  | 박동진 주미대사 임명으로 사퇴 김종렬 승계                                                        |                         | 민주정의당 160석 통일민주당 50석 평화민주당 22석 신민주공화당 9석 무소속 29석                                               |

## 같이 보기
- 대한민국 제12대 국회의원 목록
- 대한민국 제12대 총선